# Університет Джорджа Мейсона
Університет Джорджа Мейсона (англ. George Mason University) — громадський дослідницький університет в окрузі Ферфакс, штат Вірджинія. Університет названий на честь Джорджа Мейсона, одного з батьків-засновників США.
Університет був заснований у 1949 році, а в 1972 році він став незалежним університетом. Відтоді заклад став найбільшим громадським університетом за кількістю студентів у Вірджинії. Університет класифікується як університет з дуже високим рівнем дослідницької діяльності.
Спочатку заснований як філія Університету Вірджинії, Університет Джорджа Мейсона з тих пір розширився до коледжу-інтернату для традиційних студентів з акцентом на поєднанні сучасної професійної освіти, заснованої на практиці, з комплексною традиційною навчальною програмою гуманітарних наук, зберігаючи при цьому своє історичне середовище для маятникових студентів бакалаврату та аспірантури. Університет має чотири студмістечка у Вірджинії.
Головне студмістечко університету знаходиться у Ферфаксі, штат Вірджинія. Інші три студмістечка знаходяться в Арлінгтоні, Фронт-Роялі та Принс-Вільямі. Університет також керує центром відпочинку та конференцій у Лортоні та міжнародним студмістечком у Інчхоні, Південна Корея.
З моменту заснування університету двоє його професорів економіки, Джеймс М. Бьюкенен у 1986 році та Вернон Л. Сміт у 2002 році, були нагороджені Нобелівською премією з економіки.

## Історія

### 20 століття

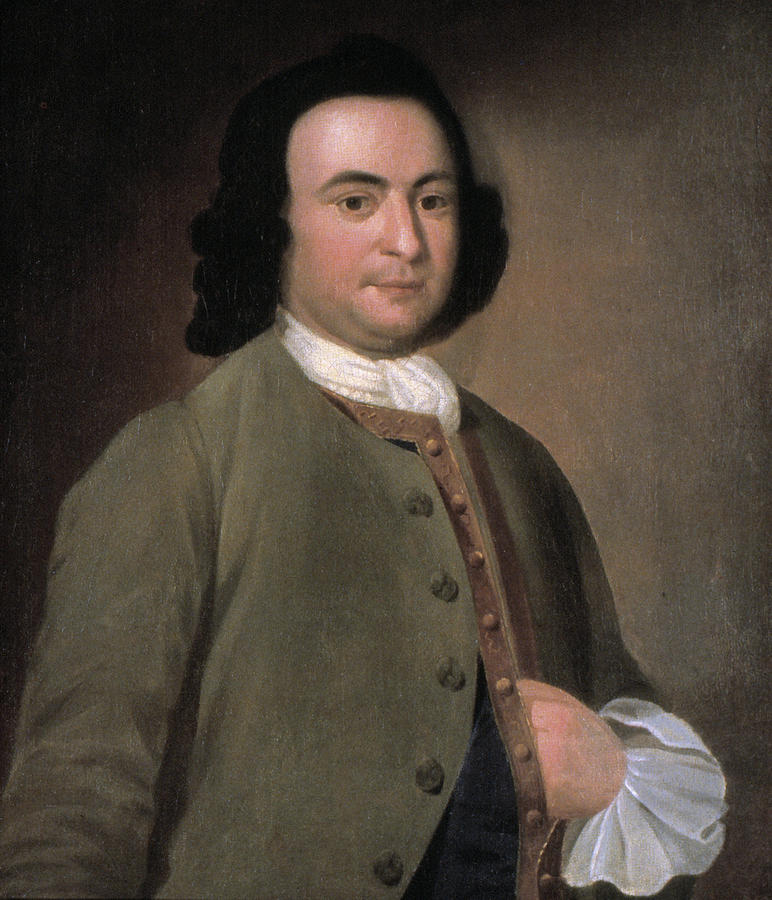
Джордж Мейсон, батько-засновник США і людина, на честь якої названий університет

У 1949 році Університет Вірджинії створив центр підвищення кваліфікації, для фахівців середньої ланки та нетрадиційних студентів поблизу міських центрів у передмісті Вашингтону, округ Колумбія, в Північній Вірджинії. Центр підвищення кваліфікації пропонував як обов'язкові, так і необов'язкові, вечірні неформальні заняття в різних місцях. Серед перших обов'язкових предметів були: урядування на Далекому Сході, вступ до міжнародної політики, твір з англійської мови, принципи економіки, математичний аналіз, вступ до математичної статистики та принципи читання по губах. На кінець 1952 року в центрі навчалося 1192 студенти.
Резолюцією Генеральної асамблеї Вірджинії в січні 1956 року центр підвищення кваліфікації був перетворений на Університетський коледж, філію Університету Вірджинії в Північній Вірджинії. Головою новоствореного коледжу став Джон Норвілл Гібсон Фінлі. Починаючи з вересня 1957 року, сімнадцять студентів-першокурсників відвідували заняття в Університетському коледжі в невеликій відремонтованій будівлі початкової школи в Бейліс-Кроссроудс. У 1958 році університетський коледж став коледжем Джорджа Мейсона.
Місто Ферфакс придбало та пожертвувало 60 гектарів землі на південь від меж міста Університету Вірджинії для території нового коледжу. Зараз ця територія називається Ферфакс-кампус (студмістечко у Ферфаксі). У 1959 році коледж став називатись Коледжем Джорджа Мейсона Університету Вірджинії. У 1962 році почалась розбудова перших 16 гектарів Ферфакс-кампусу. Восени 1964 року нове студмістечко прийняло 356 студентів. 1 березня 1966 року  Коледж Джорджа Мейсона став чотирирічним навчальним закладом, що присвоює ступені. У тому ж році округи Ферфакс та Арлінгтон і міста Александрія і Фолс-Черч погодилися виділити 3 мільйони доларів на купівлю землі, що прилягала до коледжу, щоб забезпечити розширення закладу до великого регіонального університету. 
У 1972 році штат Вірджинія відокремив Коледж Джорджа Мейсона від Університету Вірджинії в Шарлотсвіллі та перейменував його на Університет Джорджа Мейсона.
У 1978 році Джордж В. Джонсон був призначений четвертим президентом закладу. Під час його вісімнадцятирічного перебування на посаді університет надзвичайно швидко розширив свій фізичний розмір і програмні пропозиції. Незадовго до інавгурації Джонсона у квітні 1979 року Університет придбав Школу права та нове Арлінгтонське студмістечко. Університет також став дослідницьким закладом. Ближче до кінця терміну Джонсона Університет Джорджа Мейсона зайнявся плануванням третього студмістечка в окрузі Принс-Вільям в Манассасі. Основні об'єкти студмістечка були побудовані протягом вісімнадцяти років, коли Джонсон був президентом університету. Кількість зарахованих студентів більш ніж подвоїлася з 10 767 восени 1978 року до 24 368 навесні 1996 року.
У 1996 році Алан Мертен, декан Вищої школи менеджменту імені Семюеля Кертіса Джонсона Корнельського університету, був призначений президентом університету. Він вважав, що розташування університету робить його відповідальним як за внесок у навколишні громади, так і за залучення цих громад до місцевих, національних і глобальних спільнот. Під час головування Мертена університет приймав Всесвітній конгрес інформаційних технологій у 1998 році, відсвяткував отримання Нобелівської премії другим університетським викладачем у 2002 році та вітав чоловічу баскетбольну команду під час фіналу ігор Національної асоціації студентського спорту у 2006 році. Кількість зарахованих студентів зросла з трохи більше ніж 24 000 у 1996 році до приблизно 33 000 протягом весняного семестру 2012 року, що зробило Університет Джорджа Мейсона найбільшим громадським університетом Вірджинії.

### 21 століття

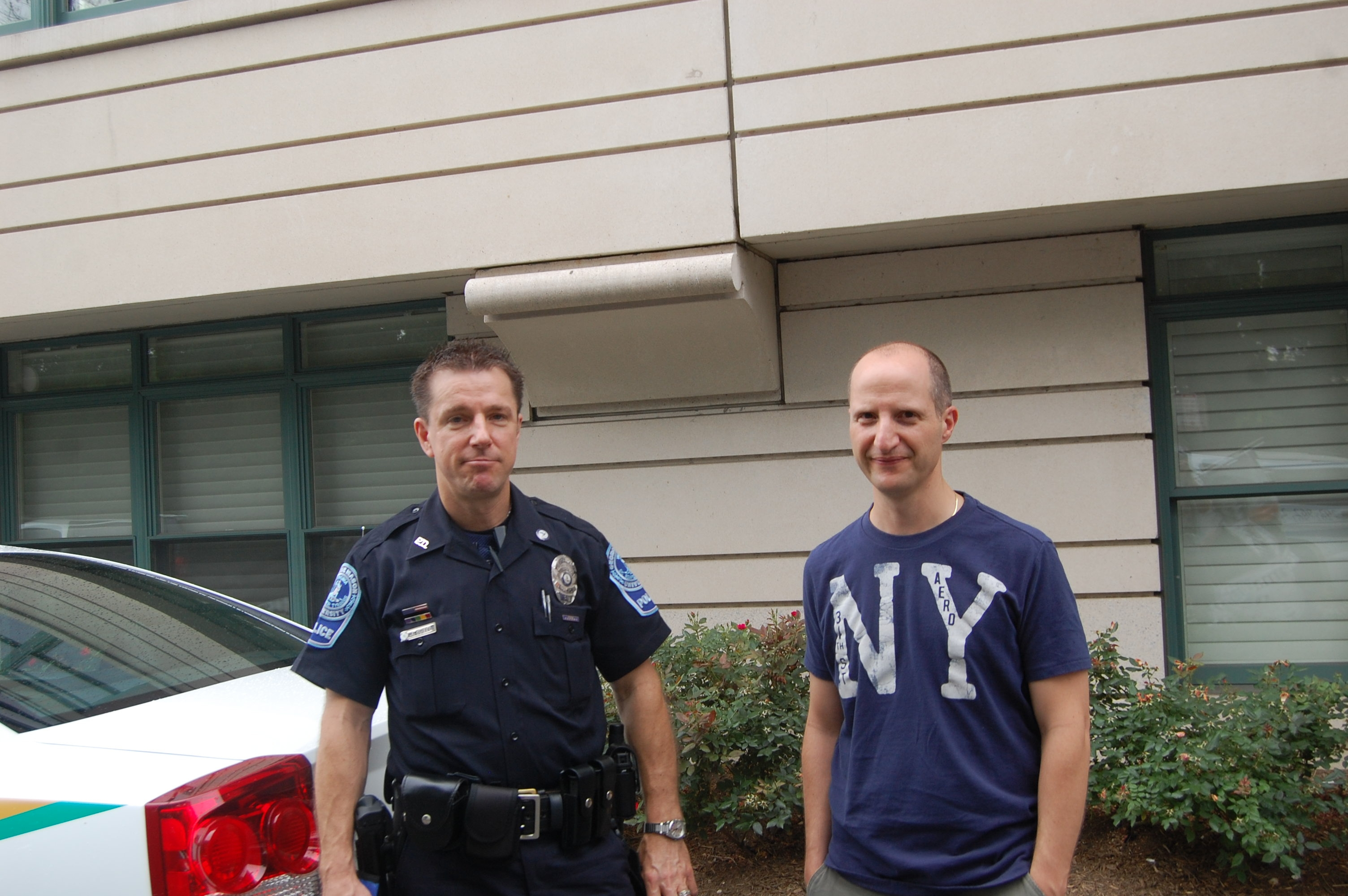
Поліцейський студмістечка (ліворуч) у 2011 році

Після виходу Мертена на пенсію в 2012 році, 1 липня 2012 року шостим президентом університету був призначений Анхель Кабрера. 25 березня 2013 року Кабрера провів прес-конференцію, щоб оголосити про рішення університету залишити Колоніальну спортивну асоціацію та приєднатися до Конференції Atlantic 10 (A-10). Університет почав змагатися в A-10 протягом 2013—2014 навчального року.

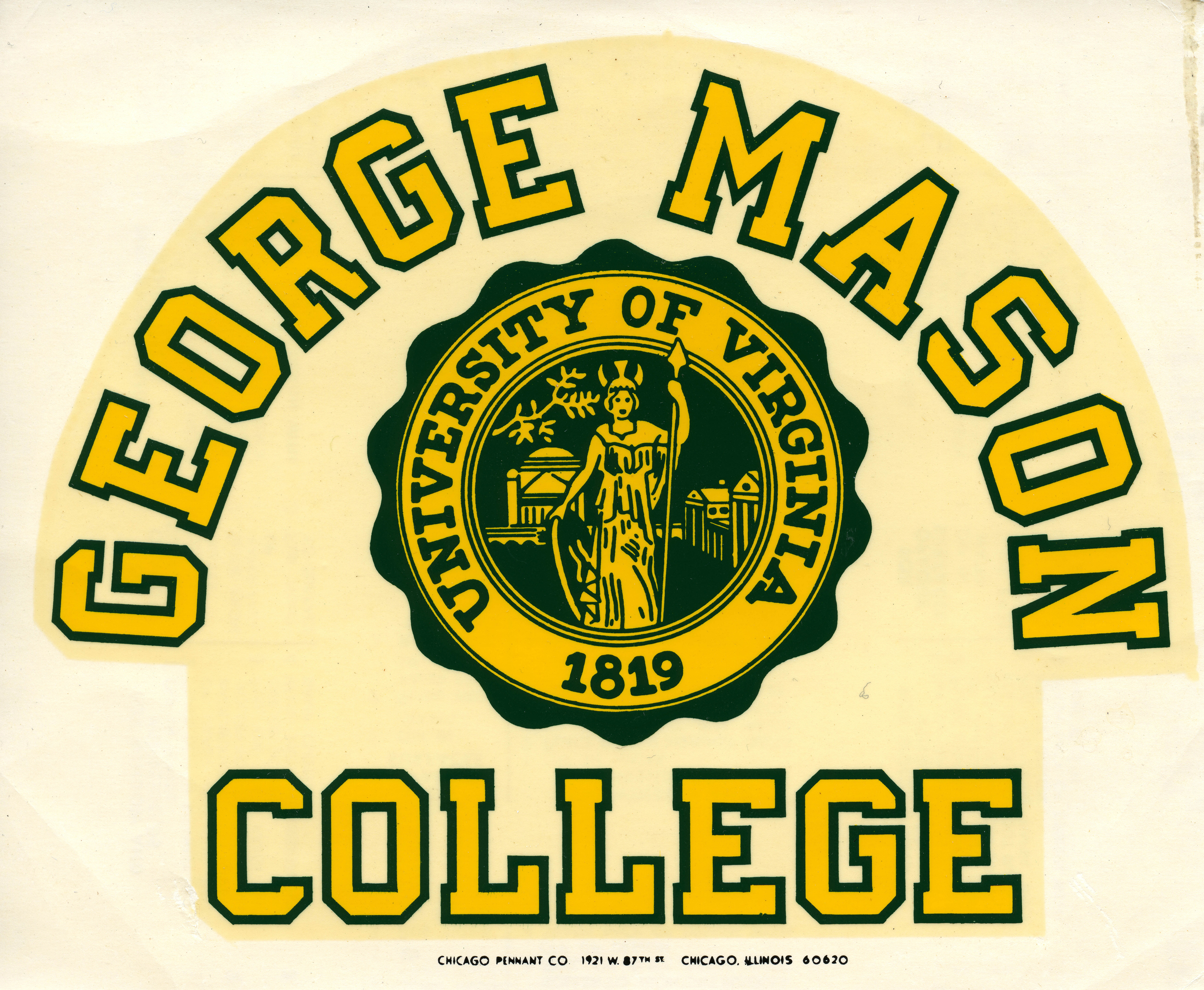
Наклейка коледжу Джорджа Мейсона

У 2018 році судовий процес щодо Закону про свободу інформації показав, що консервативні донори, зокрема Фонд Чарльза Коха та Федералістське товариство, мали прямий вплив на рішення про наймання викладачів в юридичних та економічних школах університету. Президент університету Анхель Кабрера визнав, що викриття підняло питання про академічну доброчесність університету, і пообіцяв заборонити донорам входити до складу комісії з відбору викладачів у майбутньому.
Кабрера залишив свою посаду 31 липня 2019 року, щоб стати президентом Технологічного університету Джорджії. Після звільнення Кабрери обов'язки президента до 30 червня 2020 року виконувала Енн Б. Холтон.
24 лютого 2020 року Рада відвідувачів призначила Грегорі Вашингтона восьмим президентом університету, і він обійняв цю посаду 1 липня 2020 року. Вашингтон є першим афроамериканцем на посаді президента університету.
23 березня 2020 року під час пандемії COVID-19 Університет Джорджа Мейсона перейшов виключно на онлайн-навчання. Під час осіннього семестру 2020 року та весняного семестру 2021 було змішане навчання, під час якого університет пропонував поєднання онлайн-навчання та очного навчання.

## Рейтинги
В рейтингу американських університетів на 2024 рік, що складається виданням US News & World Report, Університет Джорджа Мейсона посів 101 місце. В рейтингу найкращих громадських навчальних закладів 2024 року, що складається US News & World Report, університет посів 51 місце. В рейтингу «Навчальний заклад з найкращою цінністю», який також складається US News & World Report, університет обійняв 158 місце. В рейтингу навчальних закладів з найкращою програмою з інжинірингу, що також складається US News & World Report, університет посів 105 місце. Крім того, університет посів 99 місце в рейтингу навчальних програм з економіки, 112 — в рейтингу навчальних програм із сестринської справи, 69 місце — в рейтингу найкращих навчальних закладів для ветеранів, 20 місце — в рейтингу найінноваційніших навчальних закладів, 48 місце — в рейтингу найкращого викладання для студентів бакалаврату.
В рейтингу видання Forbes за 2023 рік університет посів 93 місце. В рейтингу американських університетів видання Washington Monthly за 2023 рік університет посів 91 місце.

## Студмістечка (кампуси)
Університет Джорджа Мейсона має чотири студмістечка в США, усі розташовані у Вірджинії. Три знаходяться в передмістях Північної Вірджинії столичного району Вашингтона, а один — в горах Блакитного хребта Вірджинії. Університет також має одне студмістечку у Південній Кореї, у міжнародному діловому районі Сондо в Інчхоні. Між 2005 і 2009 роками університет мав студмістечко у Рас-ель-Хаймі, Об'єднані Арабські Емірати. Блю-Рідж-кампус, який знаходиться неподалік від Фронт-Роял, співпрацює зі Смітсонівським інститутом.

### Ферфакс
Головне студмістечко розташоване на 274 гектарах ландшафтної землі з великим ставком у передмісті переписної місцевості Джордж-Мейсон, штат Вірджинія, на південь від міста Ферфакс у центральному окрузі Ферфакс. Столиця США Вашингтон, округ Колумбія, знаходиться приблизно за 32 кілометри від студмістечка. У студмістечку знаходяться будівлі студентської профспілки, Джонсонівського центру, Центра мистецтв, що являє собою концертний зал на 2000 місць, інженерного корпусу імені Лонг та Кіммі Нґуєнів, дослідницького наукового корпусу, астрономічної обсерваторії, художньо-дизайнерського корпусу, Фенвікської бібліотеки, Красновського інституту і трьох спортзалів та водного центру для студентів. У Ферфакс-кампусі також знаходяться стадіони для видів спорту в приміщенні та на відкритому повітрі, бейсболу, софтболу, тенісу, футболу та лакросу, і Мейсонвейл — житловий квартал для викладачів, співробітників університету і аспірантів.

#### Статуя Джорджа Мейсона та Меморіал поневоленим людям Джорджа Мейсона
Бронзова статуя Джорджа Мейсона в студмістечку була створена Венді М. Россом і освячена 12 квітня 1996 року. Статуя зображує як Джордж Мейсон представляє свій перший проект Вірджинської декларації прав, яка згодом стала основою для Білля про права до Конституції США. Поруч з Мейсоном є зображення письмового столу, який все ще знаходиться в кабінеті Ґанстон-голлу — маєтку Мейсона у Вірджинії. Книги на столі — томи Юма, Локка та Руссо, представляють вплив на думки Мейсона.
У 2021 році біля пам'ятника Джорджу Мейсону встановили пам'ятник поневоленим людям Джорджа Мейсона, розроблений компанією Perkins & Will. Меморіал містить панелі, що описують життя двох поневолених у Ґанстон-голлі: Пенні, яку Мейсон подарував своїй доньці, та Джеймса, особистого помічника Мейсона.

### Арлінгтон

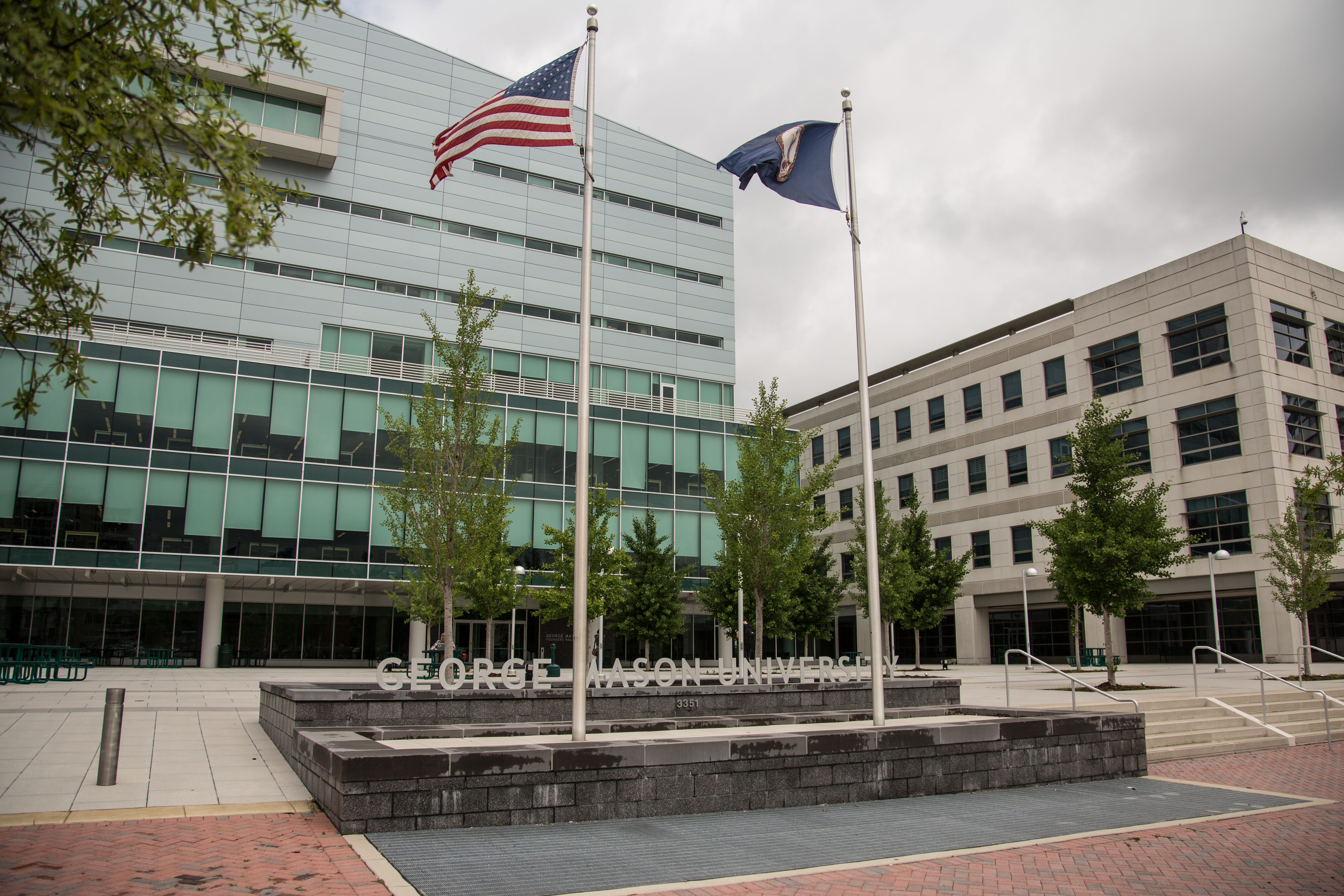
Арлінгтонське студмістечко Університету Джорджа Мейсона

Арлінгтонське студмістечко, назване Мейсон-сквер у 2022 році, розташовується на 2,1 гектарах землі на площі Вірджинія-сквер, міському середовищі на краю округу Арлінгтон, ділового району Кларендон у Вірджинії та в 6,4 кілометрах від центру Вашингтона, округ Колумбія. Студмістечко було засновано у 1979 році після придбання юридичної школи. У 1998 році для розміщення Школи права імені Антоніна Скалія була відкрита будівля Гейзел-хол. В ході подальшого розвитку студмістечка з'явились наступні будівлі: Ван-мітер-хол, в якому знаходиться Шарська школа політики та урядування, Центр регіонального аналізу та адміністративні офіси для випускників бізнес-школи. У Вернон Сміт-холі розташовується Школа миру та вирішення конфліктів імені Джиммі та Розалінн Картерів, Центр Меркатус та Інститут гуманних досліджень. У студмістечку також знаходиться зал Ван-мітер-хол-аудіторіум на 300 місць. Нову будівлю, Ф'юз-ет-мейсон-сквер, заплановано завершити у 2025 році.

#### Транспорт

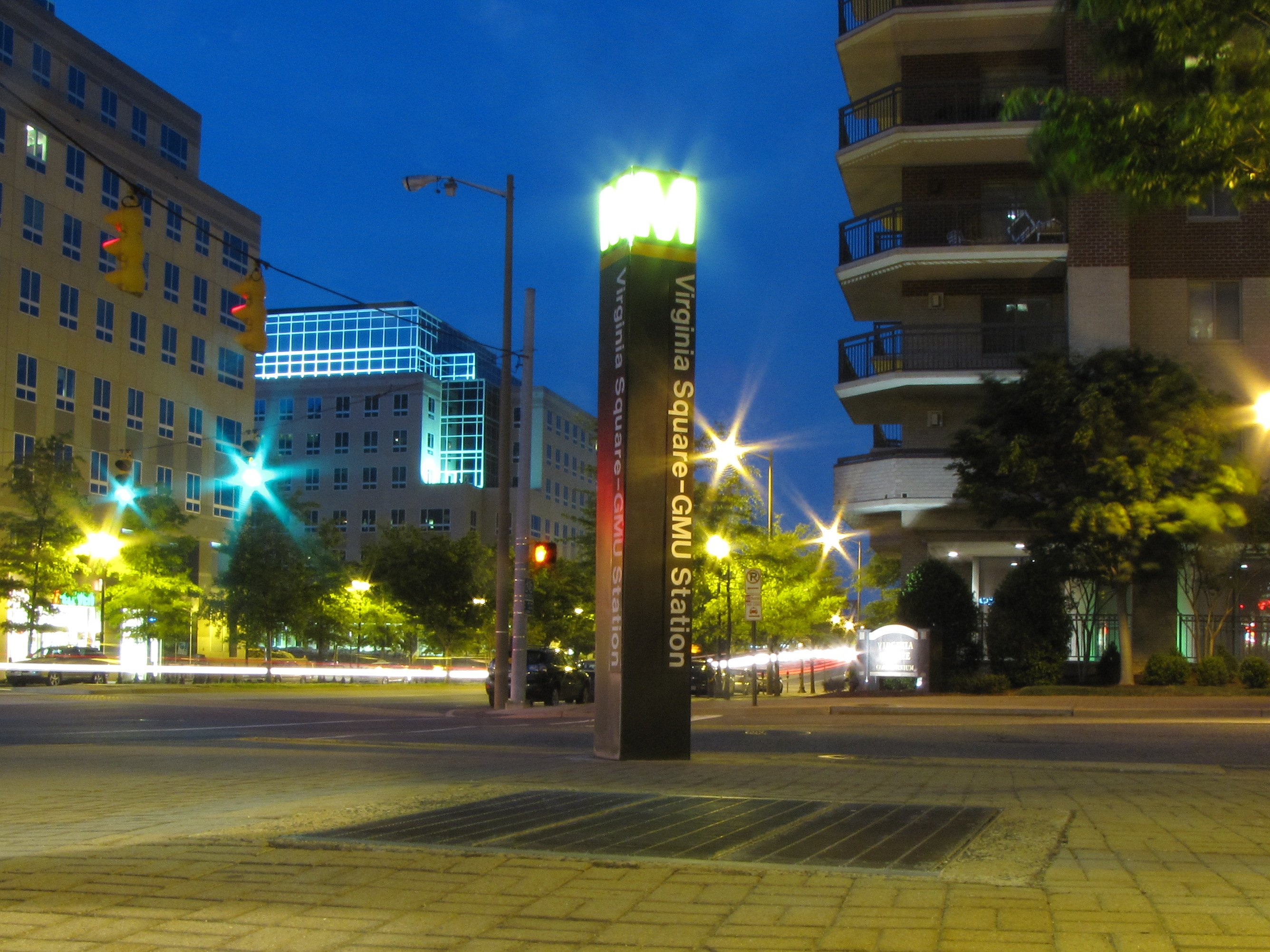
Зупинка Вашингтонського метро Virginia Square-GMU на території студмістечка

Студмістечко обслуговується помаранчевою лінією вашингтонського метро на станції Virginia Square–GMU, автобусом до студмістечка та маршрутом Metrobus 38B. Залізнична станція розташована в одному кварталі на захід від студмістечка. В цьому місці також проходять маршрути 41, 42 і 75 автобусних компаній Arlington Rapid Transit або ART Bus. На території студмістечка є одна зарядна станція для електромобілів, п'ять місць для паркування автомобілів для людей з обмеженими можливостями, три місця для паркування велосипедів і одна локація компанії з прокату велосипедів Capital Bikeshare.

### Науково-технічне студмістечко
Науково-технічне студмістечко відкрилось 25 серпня 1997 року в окрузі Прінс-Вільям в Манассасі, штат Вірджинія, на території площею 54 гектари, деякі з яких наразі ще не забудовані. У студмістечку понад 4000 студентів навчаються в освітніх і дослідницьких програмах з біоінформатики, біотехнологій, інформаційних технологій і судових біонаук. Існують бакалаврські програми в галузі здоров'я, фітнесу та відпочинку. Існують випускні програми з фізичних вправ, фітнесу, здоров'я, географічних інформаційних систем та управління об'єктами. Значна частина досліджень проводиться в лабораторії біомедичних досліджень високого рівня безпеки. У 2010 році на території студмістечка, у Хілтоновському центрі театральних мистецтв були відкриті зали Мерчант-хол на 1123 місця та Верайзон-аудіторіум на 300 місць.
На території Арлінгтонського студмістечка знаходиться водний і фітнес-центр Freedom, яким керує компанія Mason Enterprise Center. Мейсонівський центр для командного та організаційного навчання є відкритим для громадськості емпіричним навчальним закладом. Лабораторія Sports Medicine Assessment Research and Testing lab, розташована в центрі Freedom, і найбільш відома своїми дослідженнями струсу мозку.
У 2019 році університет зайнявся техніко-економічним обґрунтуванням створення медичної школи на території студмістечка.

### Смітсонівсько-Мейсонівська школа охорони природи

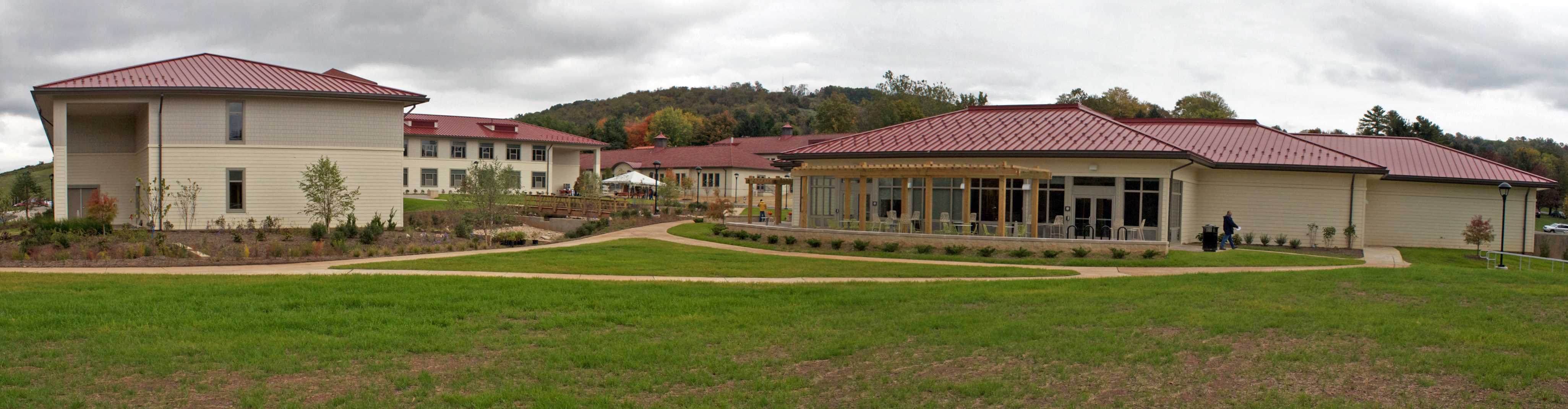
Смітсонівсько-Мейсонівська школа охорони природи

Студмістечко у Фронт-Роялі, штат Вірджинія, створено у співпраці між Смітсонівським інститутом та Університетом Джорджа Мейсона. Основним напрямом студмістечка, відкритого для студентів у серпні 2012, є глобальне навчання в сфері охорони природи. Академічний центр Volgenau включає три навчальні лабораторії, чотири аудиторії та 18 кабінетів. З університетської їдальні на території студмістечка видно Національний парк Шенандоа. Житлові приміщення включають 60 двомісних кімнат, тренажерний зал і приміщення для навчання.

### Університет Джорджа Мейсона в Південній Кореї
У березні 2014 року Університет Джорджа Мейсона відкрив студмістечко у Південній Кореї. Студмістечко розташоване в міжнародному діловому районі Сонґдо в Південній Кореї, на території 17 000 гектарів, і розрахований на 850 000 людей. Студмістечко знаходиться за 40 кілометрів від Сеула та за дві години польоту від Китаю та Японії та з'єднаний із Сеульським метрополітеном. 
Штат Вірджинія вважає, що студмістечко у Сонґдо юридично нічим не відрізняється від будь-якого іншого студмістечка Університету Джорджа Мейсона.
Перші зараховані студенти Університету Джорджа Мейсона в Південній Кореї стали випускниками в грудні 2017 року.
Студенти Університету Джорджа Мейсона в Південній Кореї отримують той самий диплом, що й студенти, що навчаються англійською мовою в університеті в США.

## Навчання
Університет Джорджа Мейсона пропонує ступені бакалавра, магістра, доктора права та доктора з наголосом на поєднанні сучасної професійної освіти, заснованої на практиці, із комплексною традиційною навчальною програмою гуманітарних наук. Співвідношення студентів і викладачів становить 17:1; 58 відсотків студентських класів мають менше 30 студентів, а 30 відсотків бакалаврських класів мають менше 20 студентів.

### Вступна статистика
У 2023 році університет зарахував 90 % своїх абітурієнтів на бакалаврат і не враховував рейтинг старшої школи та не вимагав стандартизованих результатів тестів для вступу. Для тих, хто надав бали, середні 50 % мали бал SAT між 1140 і 1350 або бал ACT між 25 і 31.
Між 2009 і 2013 роками спостерігається збільшення кількості заявок на вступ до університету на 21 %. В цей період університет зарахував на 4 % більше нових студентів, які бажають отримати ступінь, а відсоток заяв на бакалаврат і магістратуру зменшився на 4 %. Кількість заявок на вступ до Школи права зросли на 10 %.

### Зарахування
Станом на 2023 рік в університеті навчалося 40 185 студентів. Таким чином, університет став найбільшим університетом у Вірджинії за кількістю студентів.

### Академічна співпраця
- Консорціум університетів Вашингтонської агломерації (CUWMA)
- Національна студентська програма морських грантів (морський грант)
- Асоційовані університети Оук-Ріджа (ORAU)
- Смітсонівський інститут (SI) — Смітсонівський інститут природоохоронної біології (SCBI)
- Рада вищої освіти Вірджинії (SCHEV)
- Консорціум трансатлантичної політики (TPC)
- Консорціум дослідницької бібліотеки Вашингтона (WRLC)

## Дослідження
Станом на 2019 рік Університет Джорджа Мейсона щорічно фінансує дослідницькі проекти на суму 149 мільйонів доларів. У 2016 році університет був класифікований як університет з дуже високим рівнем дослідницької діяльності. Університет досяг цієї класифікації на основі огляду своїх даних за 2013—2014 роки, проведеного Центром післядипломних досліджень Університету Індіани.
Дослідження зосереджуються на здоров'ї, сталий розвиток та безпеці. У галузі охорони здоров'я дослідники фокусуються на здоров'ї, профілактиці захворювань, передовій діагностиці та біомедичній аналітиці. Дослідження сталого розвитку стосуються зміни клімату, прогнозування стихійних лих та оцінку ризиків. Експерти з безпеки Університету Джорджа Мейсона вивчають внутрішню та міжнародну безпеку, а також кібербезпеку.

### Центри та інститути
У складі університету діють багато дослідницьких центрів та інститутів:
- Центр прикладної протеоміки та молекулярної медицини
- Центр чистої води та сталих технологій (CCWST)
- Центр зв'язку комунікацій зміни клімату
- Центр безпеки та аналізу зіткнень
- Центр передового досвіду в області командування, управління, зв'язку, обчислювальної техніки та розвідки
- Центр гуманітарних досліджень
- Центр геолокації
- Центр нейронної інформатики
- Центр миротворчої практики
- Центр підприємництва у сфері нерухомості
- Центр регіонального аналізу
- Центр соціальної складності
- Центр дослідження громадського вибору
- Центр нейронної інформатики, структур і пластичності
- Центр благополуччя
- Інститут передових біомедичних досліджень
- Міждисциплінарний центр економічних наук
- Красновський інститут перспективних досліджень
- Mercatus Center
- Національний центр біозахисту та інфекційних захворювань
- Центр історії та нових медіа імені Роя Розенцвейга
- SMART Lab (оцінка, дослідження та тестування спортивної медицини)
- Інститут Стівена С. Фуллера
- Центр розвідки, політики та міжнародної безпеки імені Майкла В. Гейдена
- Центр досліджень політики безпеки
- Центр транспортної політики державно-приватного партнерства
- Центр неприбуткових організацій, філантропії та соціального підприємництва
- Центр боротьби з тероризмом, транснаціональною злочинністю та корупцією
- Центр енергетичної науки та політики
- Інститут національної безпеки
- Центр державного замовлення
- Глобальний антимонопольний інститут
- Центр світових релігій, дипломатії та вирішення конфліктів
- Центр вивчення ґендеру та вирішення конфліктів
- Азіатський центр дослідження миру та конфліктів
- Центр вивчення наративу та вирішення конфліктів
- Центр примирення Мері Гох

## Студентське життя та стосунки з громадою

### Традиції

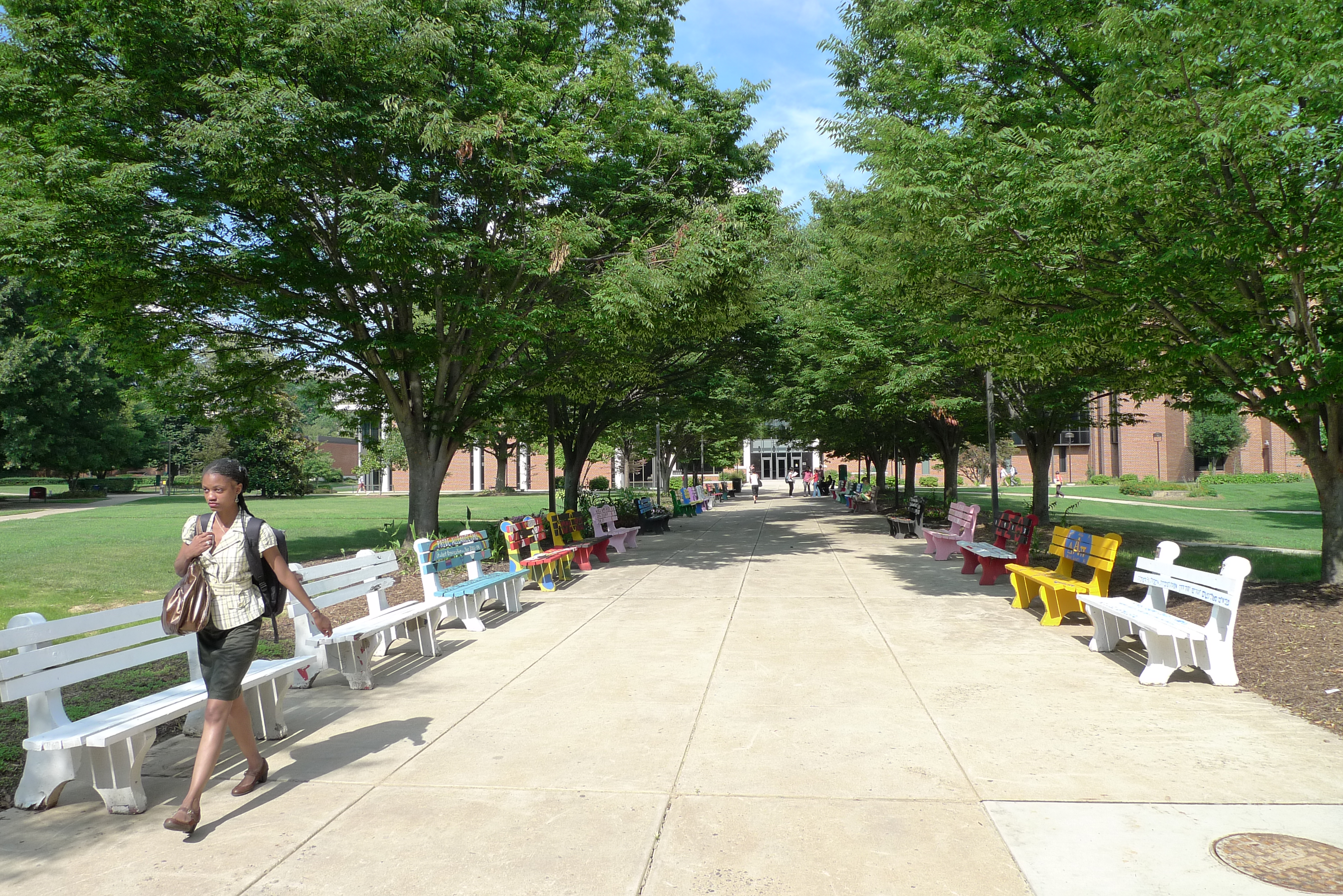
Лавки, розмальовані студентами біля Фенвікської бібліотеки

Студенти часто прикрашали статую Джорджа Мейсона у Ферфакському студмістечку під час різних заходів. Деякі натирали палець статуї «на удачу». Багато хто позує зі статуєю для випускних фотографій.
Щовесни студентські організації університету змагаються за розфарбування однієї з 38 лавок, розташованих навпроти Фенвікської бібліотеки. Роками студентські організації фарбували лавки доріжки, щоб отримати визнання своєї групи. З більш ніж 300 студентськими організаціями існує велика конкуренція за фарбування однієї з лавок. Фарбування відбувається навесні.

### Житло
У Ферфакському студмістечку розташовується житловий район відомий як «Таунхауси». На східній околиці Ферфакс-кампусу розташований житловий район «Мейсонвейл» — будинки, призначені для аспірантів і викладачів. На південній околиці Ферфакського студмістечка знаходяться Президентський парк та Площа Свободи. На західній стороні студмістечка розташований Мейсонівський глобальний центр.  Ближче до центру студмістечка розташовано 10 гуртожитків. Також є студентське житло на території Науково-технічного студмістечка, території Смітсонівсько-Мейсонівської школи охорони природи, і в Південнокорейському студмістечку.

### Студентські організації
Студентські організації можуть мати академічну, соціальну, спортивну, релігійну/нерелігійну, кар'єрну або будь-яку іншу спрямованість. Університет визнає 500 таких груп.
Університет Джорджа Мейсона спонсорує кілька студентських засобів масової інформації через Управління студентських ЗМІ.
- Fourth Estate — веб-сайт і щотижнева студентська газета, доступна щопонеділка[97]
- Phoebe — журнал, який щорічно публікує оригінальні твори літератури та мистецтва[98]
- Радіо WGMU — транслює широкий спектр музичних, розмовних, спортивних та новинних програм. WGMU також є головною станцією для університетської чоловічої та жіночої баскетбольних команд, що є частиною мережі Go Mason Digital Network.[99]

### Грецьке життя
Університет визнає 42 братства та жіночі товариства, із кількістю учасників грецького життя близько 1800 осіб. Університет не має традиційного житла спеціально для братств, хоча набір персоналу, благодійні заходи, включаючи весняний Тиждень Греції, та інші заходи грецького життя відбуваються у Ферфакському студмістечку.

### Театральне мистецтво
The Mason Players — це провідна керована викладачами студентська організація, яка створює шість постановок. Існує щорічна постановка «Оригіналів», яка складається з 10-хвилинних оригінальних п'єс, написаних студентами. Студентам денної форми навчання Університету Джорджа Мейсона, як за межами театральної школи, так і в її рамках, дозволяється проходити прослуховування для участі в цих постановках.

### Спорт

#### Команди І дивізіону

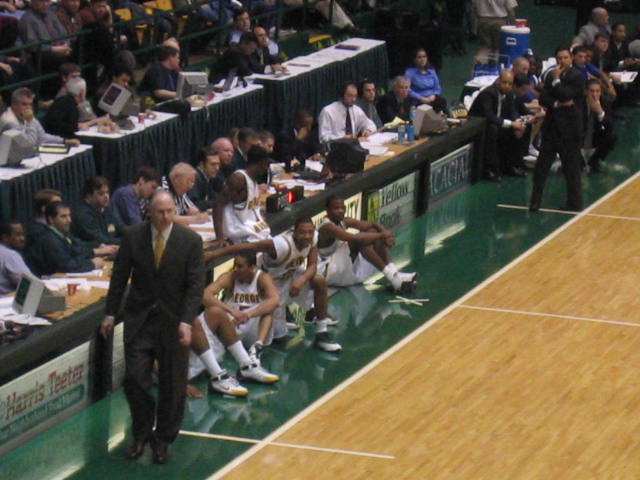
Гофстра відвідує Patriot Center, тепер відомий як EagleBank Arena, у січні 2005 року

«Патріоти Джорджа Мейсона» — це спортивні команди Університету Джорджа Мейсона, розташовані у Ферфаксі, штат Вірджинія. «Патріоти» змагаються в першому дивізіоні Національної асоціації студентського спорту як члени Конференції Atlantic 10 для більшості видів спорту. Близько 485 студентів-спортсменів змагаються у 22 видах спорту першого дивізіону для чоловіків і жінок — бейсбол, баскетбол, крос-кантрі, гольф, лакрос, веслування, футбол, софтбол, плавання та стрибки у воду, теніс, легка атлетика в приміщенні та на відкритому повітрі, волейбол та боротьба. . Міжвузівські чоловічі та жіночі команди є членами Національної спортивної асоціації (NCAA) Дивізіон I, Конференції Atlantic 10, Східної студентської спортивної конференції (ECAC), Східної міжвузівської волейбольної асоціації (EIVA), Східної ліги боротьби (EWL) та Міжвузівської асоціація спортсменів-аматорів Америки (IC4A).

#### Внутрішньоуніверситетський спорт
Окрім команд першого дивізіону Національної асоціації студентського спорту, Університет Джорджа Мейсона має кілька спортивних клубів.

### Культурний капітал, політичний вплив і суперечки

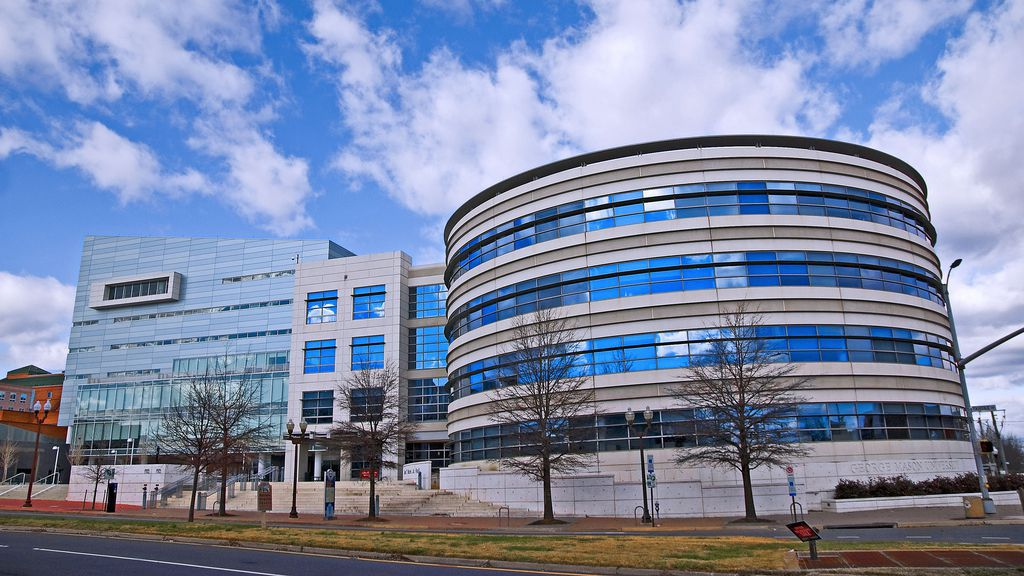
Школа права імені Антоніна Скалія. У 2023 році газета New York Times назвала школу «Єльським або Гарвардським університетом консервативної юридичної науки та впливу».

Згідно з рейтингом університетів, що складається US News and World Report, Університет Джорджа Мейсона посідає перше місце в категорії «Соціальна мобільність» серед університетів штату Вірджинія та займає 72-е місце в національному рейтингу найкращих у сфері соціальної мобільності. В рейтингу коледжів з найвищою економічною різноманітністю, що складається New York Times, університет обіймає 19 місце за сприяння соціальній мобільності для своїх студентів і випускників і різноманітність соціально-економічного статусу завдяки культурному капіталу. Університет також посідає 8 місце в країні за критерієм свободи слова та захистом прав, закріплених у Першій поправці до Конституції Сполучених Штатів, відповідно до Фонду індивідуальних прав і самовираження (FIRE). FIRE також стверджує, що точка зору більшості студентства університету схиляється до політичного лібералізму в сенсі сучасного лібералізму в США, хоча політичні ідеології лібертаріанства і консерватизму також помітні серед студентства.

#### Фінансування Фондом Чарльза Коха та кафедра економіки
Університет Джорджа Мейсона був об'єктом скандалу навколо пожертвувань від Фонду Чарльза Коха, зокрема на кафедру економіки Коледжу гуманітарних і соціальних наук, яка нібито знаходиться під впливом лібертаріанства, про що свідчить політична діяльність братів Кохів. Документи університету показали, що брати Кох отримали можливість вибирати кандидатів на посади в кафедрі як умову грошових пожертвувань. Університет Джорджа Мейсона змінив свої правила донорства після скандалу.

#### Школа права
Назва Школи права імені Антоніна Скаліа на честь покійного консервативного судді Верховного суду США Антоніна Скаліа, наймання консервативних суддів Верховного суду США Брета Кавано, Ніла Горсача та Кларенса Томаса викладачами, нібито «оточування їх розкішшю», надання їм майданчику для виступів, а також організація подорожей, які вони отримували за «оплату всього досвіду», тісні зв'язки Школи з Федералістським товариством, а також широка наявність програм професійного розвитку та безперервної освіти, так само як, і надання майданчику для виступів для діючих суддів судів першої інстанції та апеляційних суддів, зокрема, для тих що займаються темою права та економіки, викликало спори в самому університеті, Верховному суді США та Федеральній судовій системі США загалом щодо явного консервативного політичного впливу на Школу права та зростаючий вплив університету на судову систему США. Школа права також стала об'єктом певних дискусій через її зв'язок із відкрито лібертаріанським університетським аналітичним центром Mercatus Center який, як відомо, отримував пожертви від консервативної політичної донорської групи, відомої як The 85 Fund-Judicial Education. Проєкт очолює консервативний правовий активіст Леонард Лео.

#### Школа громадської політики
Школа громадської політики та кафедра політології Університету Джорджа Мейсона, Шарська Школа політики та урядування стали предметом дискусій через їхні стосунки із колишнім персоналом розвідувального агентства США. Зокрема, наймання у 2009 році генерала Майкла Гайдена, колишнього директора Центрального розвідувального управління (ЦРУ), Агентства національної безпеки (АНБ), і Роберта Дейца, колишнього генерального радника АНБ, викликало суперечки через роботу Гайдена та Дейца в розвідці, яка включала, хоч і законне, але непопулярне застосування масового стеження.

#### Історичні фальсифікації
Історичні фальсифікації Університету Джорджа Мейсона являли собою групу інтернет-містифікацій і кампаній дезінформації, створених студентами в рамках класного проекту для курсу «Брехня про минуле», який викладав професор історії Т. Міллз Келлі, з метою створення Інтернет-фальсифікації, яка вплинула на медіа-платформи.

### Протиправна сексуальна поведінка
У 2016 році студент виграв апеляцію, яка скасувала його відсторонення за сексуальне зазіхання.
У 2018 році Пітера Побера звинуватили у сексуальних домаганнях під час його перебування на посаді тренера з ораторських виступів. Він пішов на пенсію під час слідства за неправомірну поведінку.

## Відомі викладачі та випускники

### Викладачі

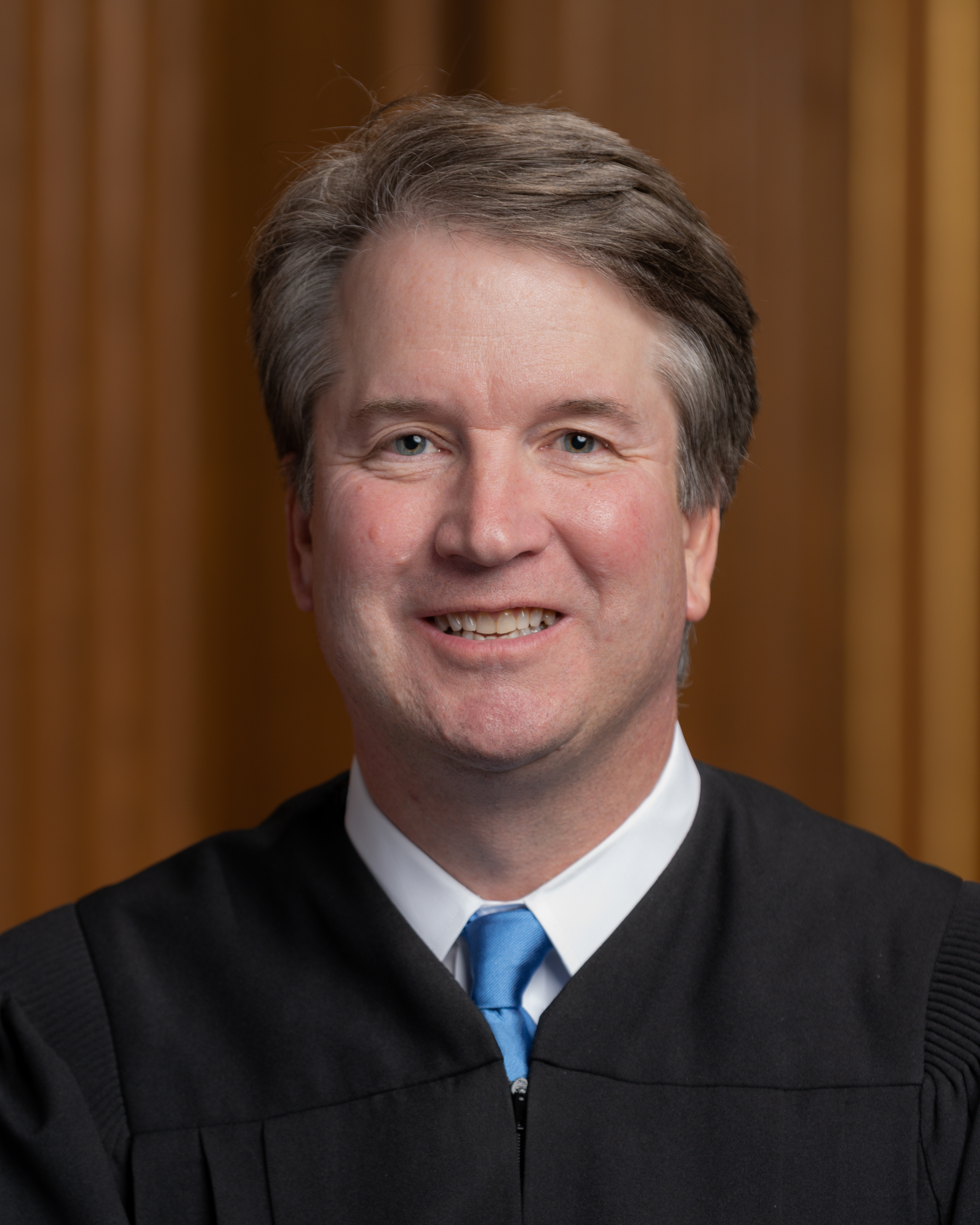
Бретт Кавано, суддя Верховного суду США
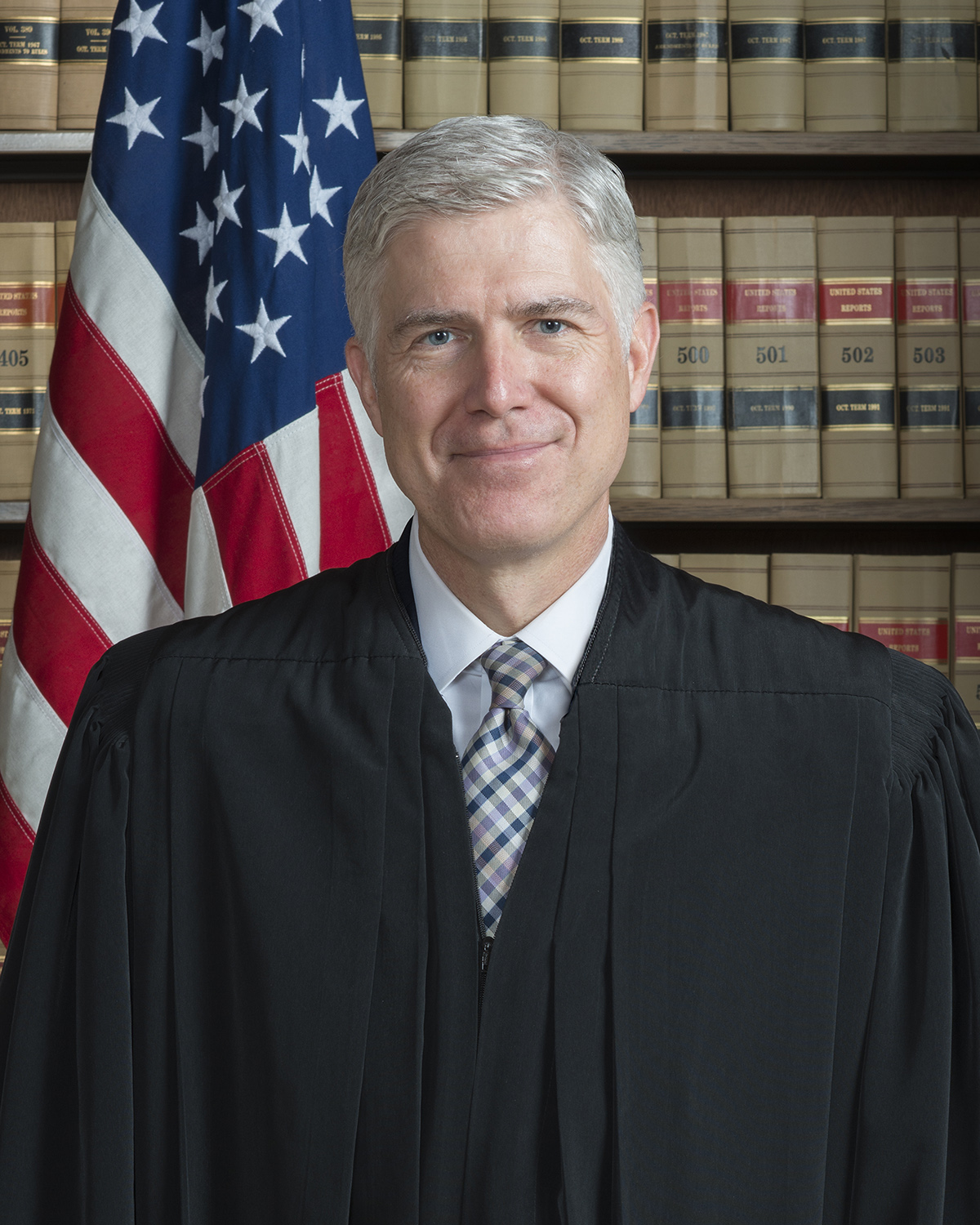
Ніл Горсач, суддя Верховного суду США
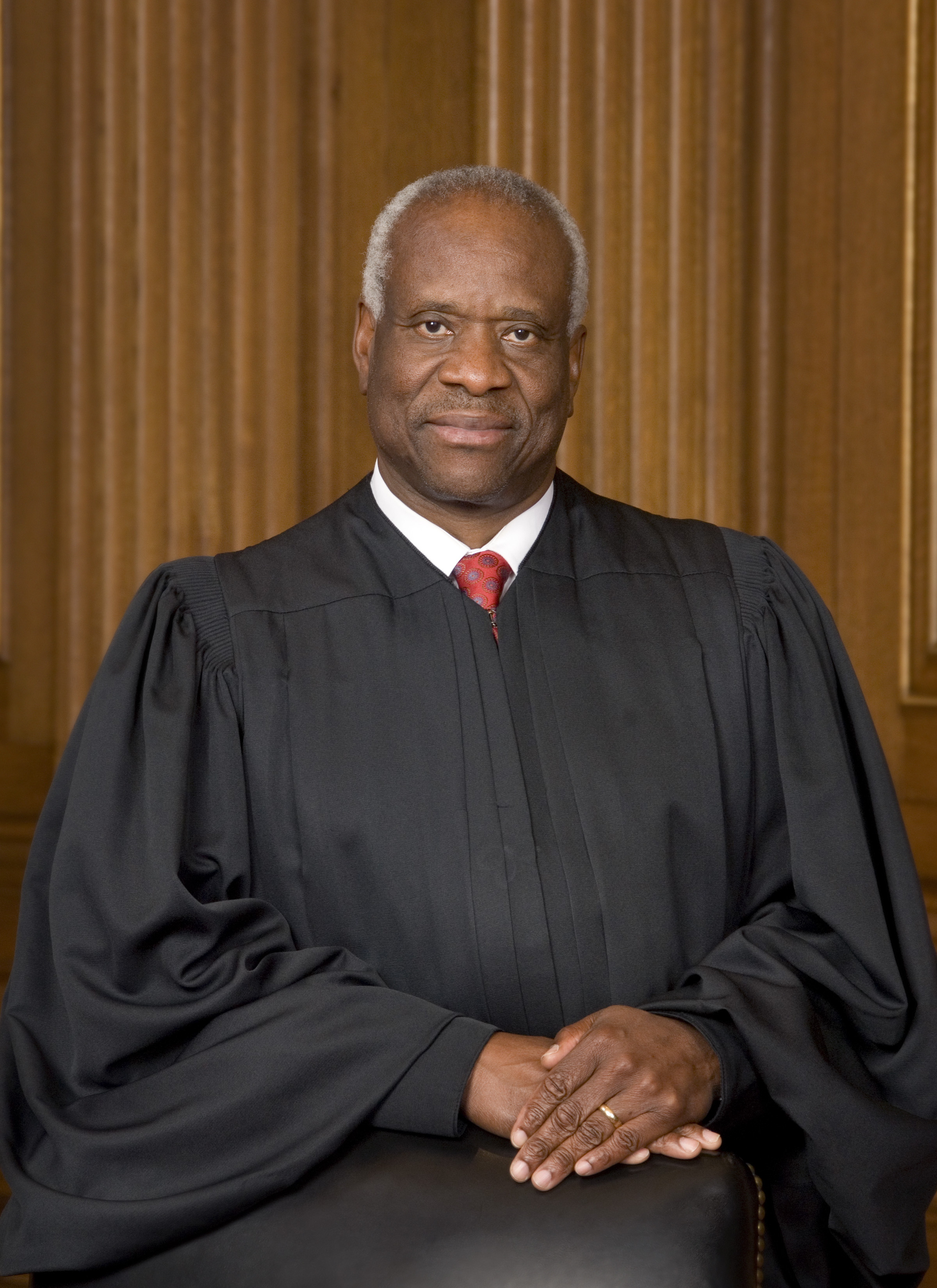
Кларенс Томас, суддя Верховного суду США
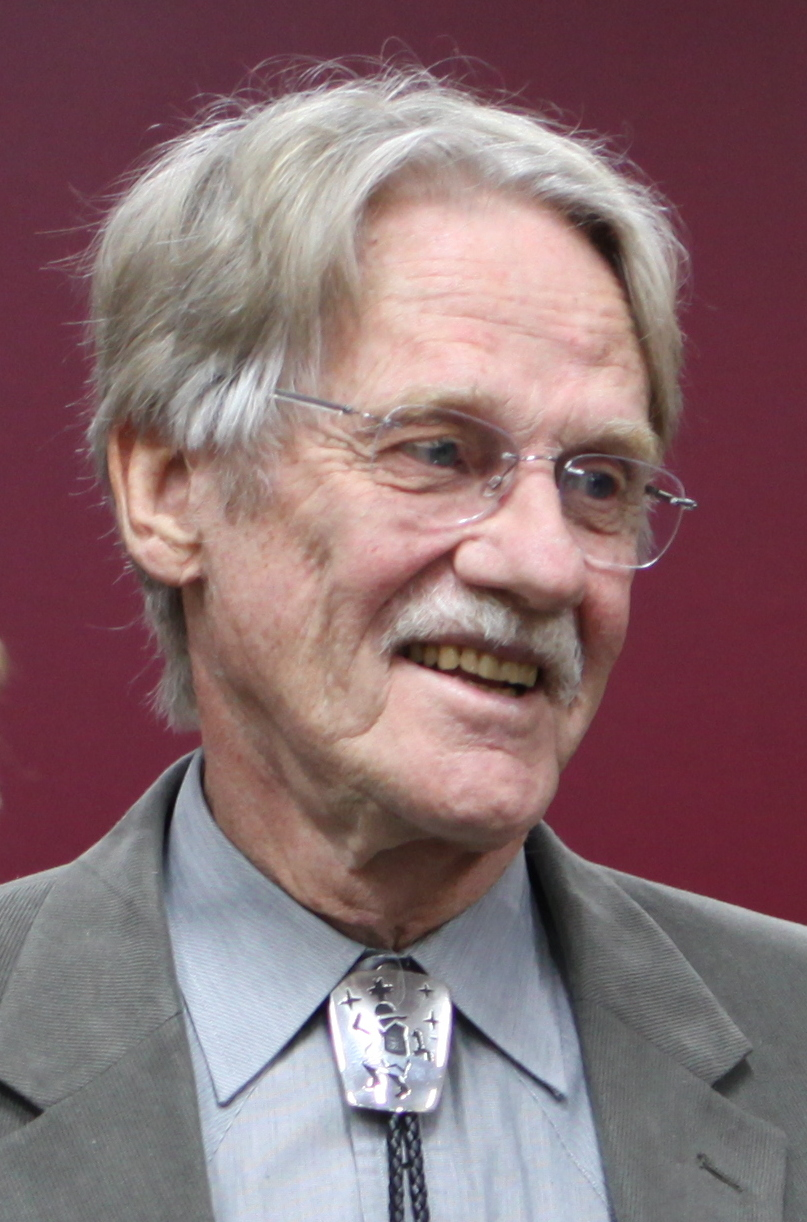
Вернон Л. Сміт, лауреат Нобелівської премії з економіки
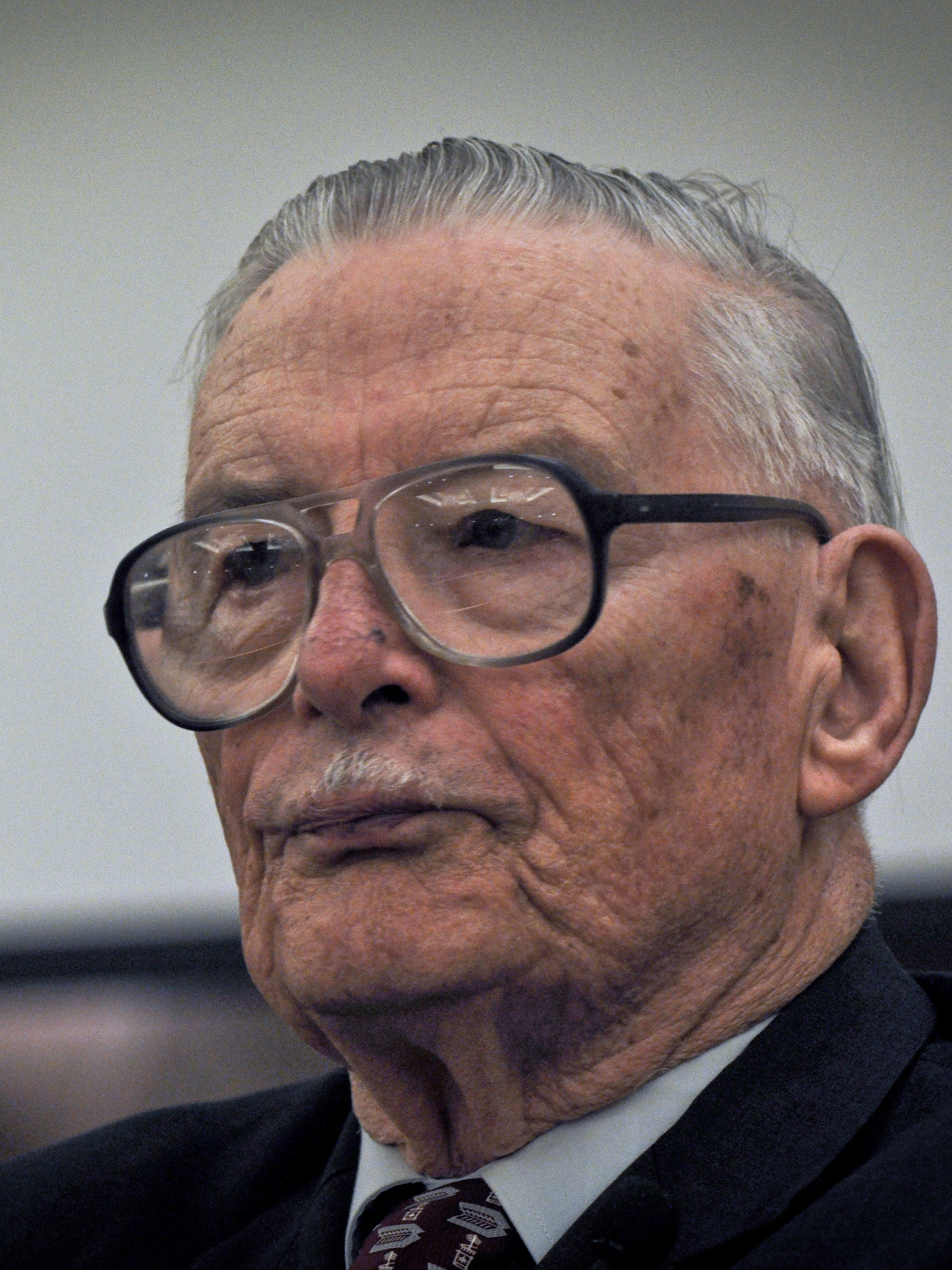
Джеймс М. Бьюкенен, лауреат Нобелівської премії з економіки
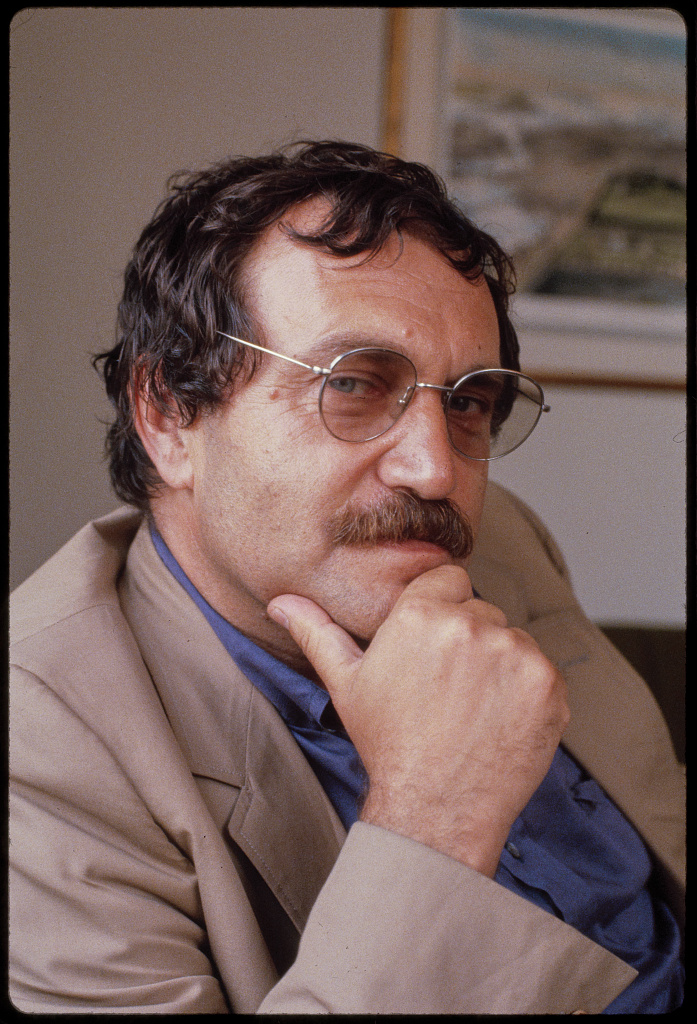
Василь Аксьонов, російський прозаїк, поет і  дисидент
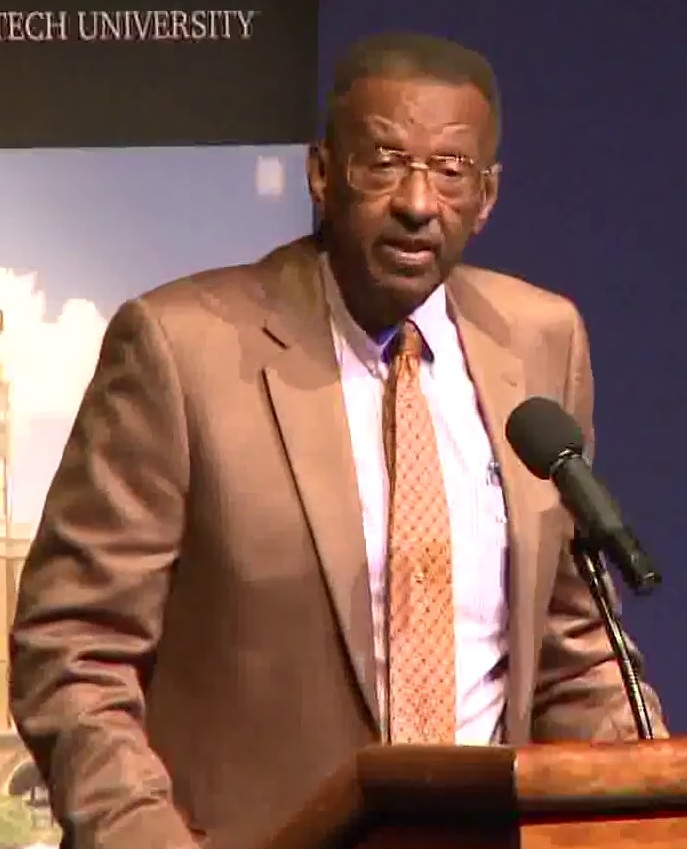
Волтер Е. Вільямс, Джон М. Олін, почесний професор економіки та автор
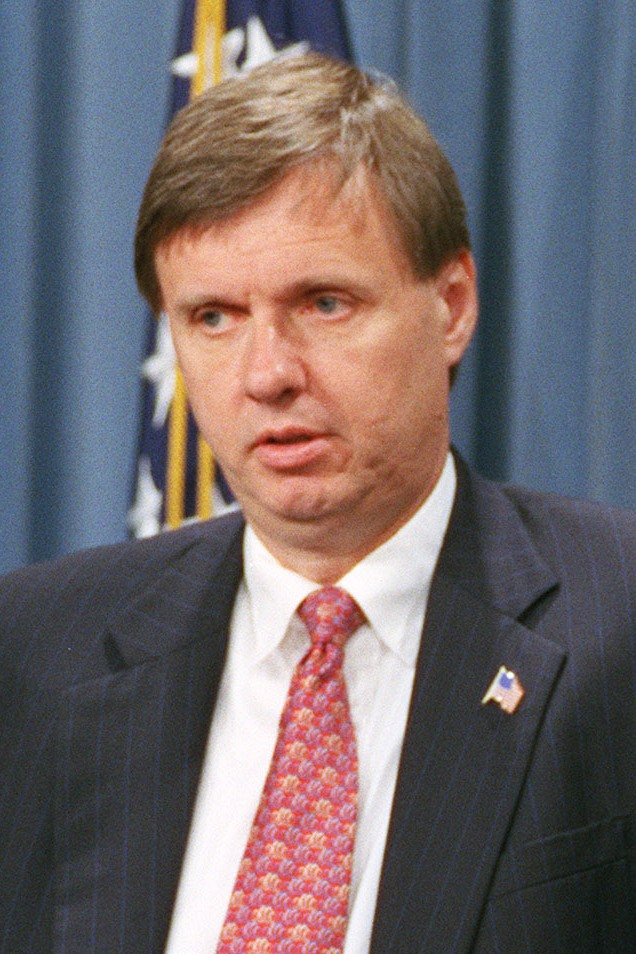
Тимоті Муріс, колишній голова Федеральної торгової комісії
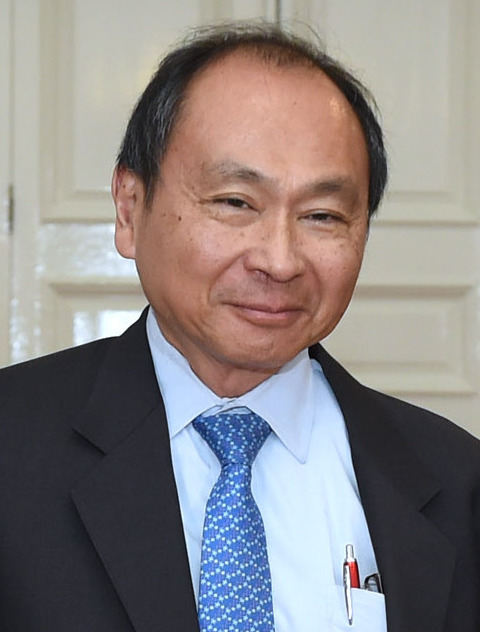
Френсіс Фукуяма, американський політолог,політичний економіст, дослідник міжнародних відносин
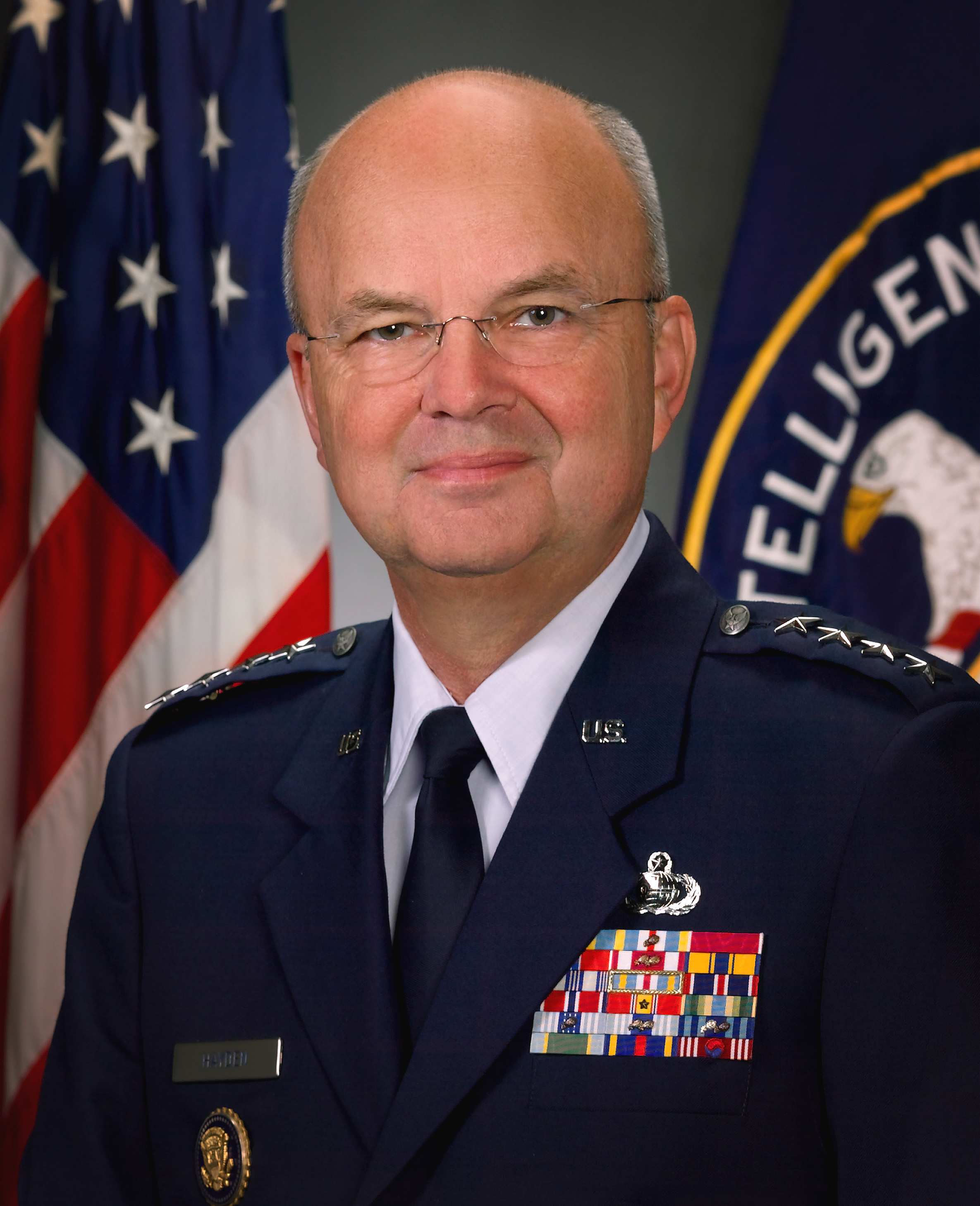
Майкл Гейден, колишній директор Центрального розвідувального управління(ЦРУ) таАгентства національної безпеки(АНБ)
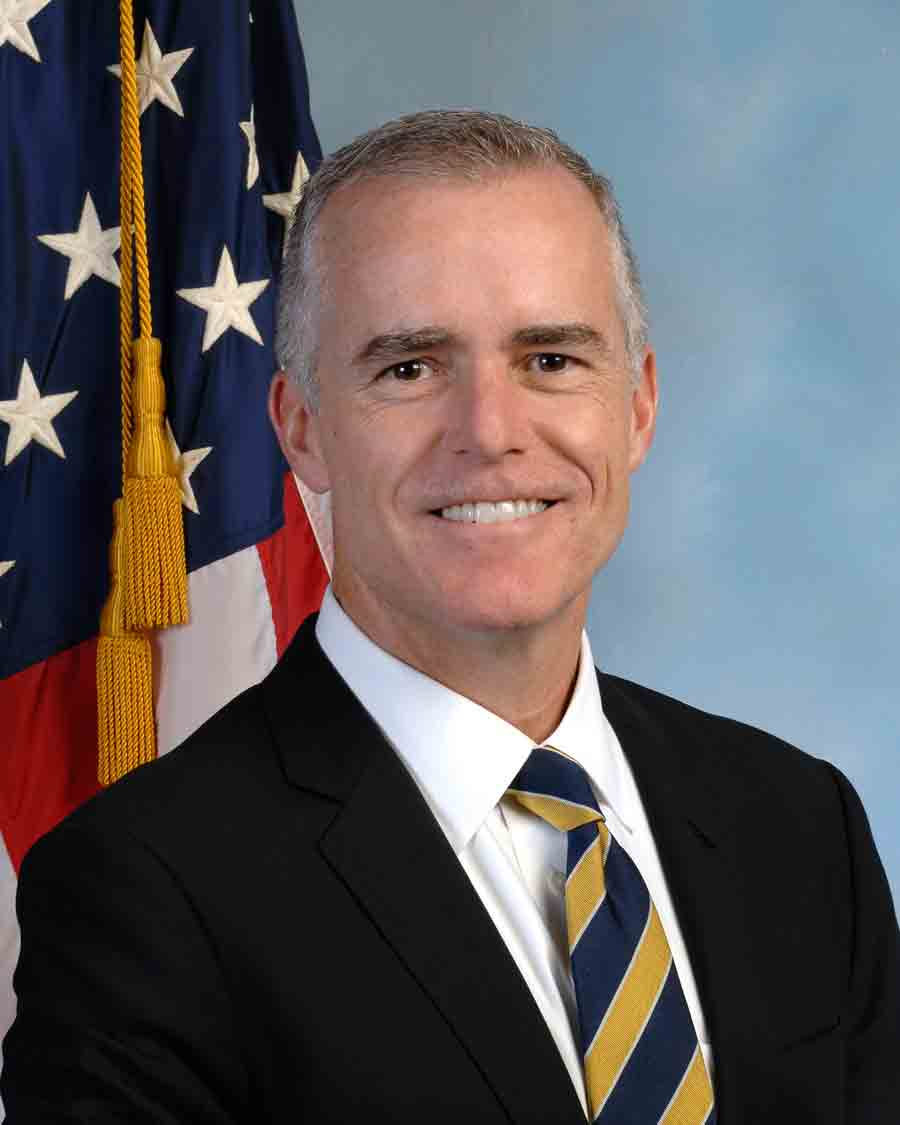
Ендрю Маккейб, колишній виконувач обов'язків директораФедерального бюро розслідувань(ФБР)

### Випускники

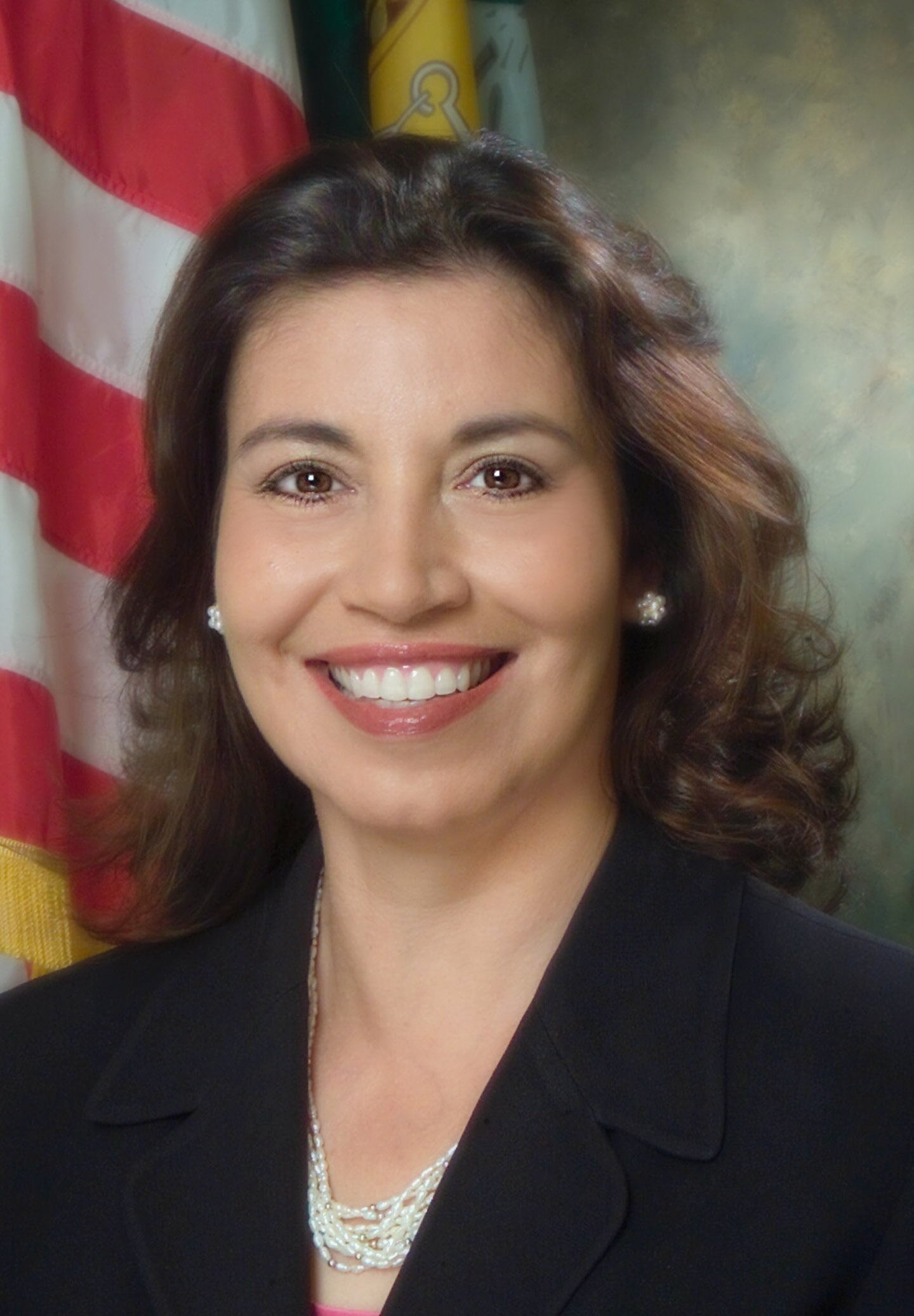
Анна Ескобедо Кабрал, колишній скарбник Сполучених Штатів
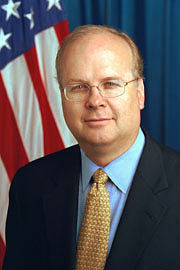
Карл Роув, старший радник президента США Джорджа Буша
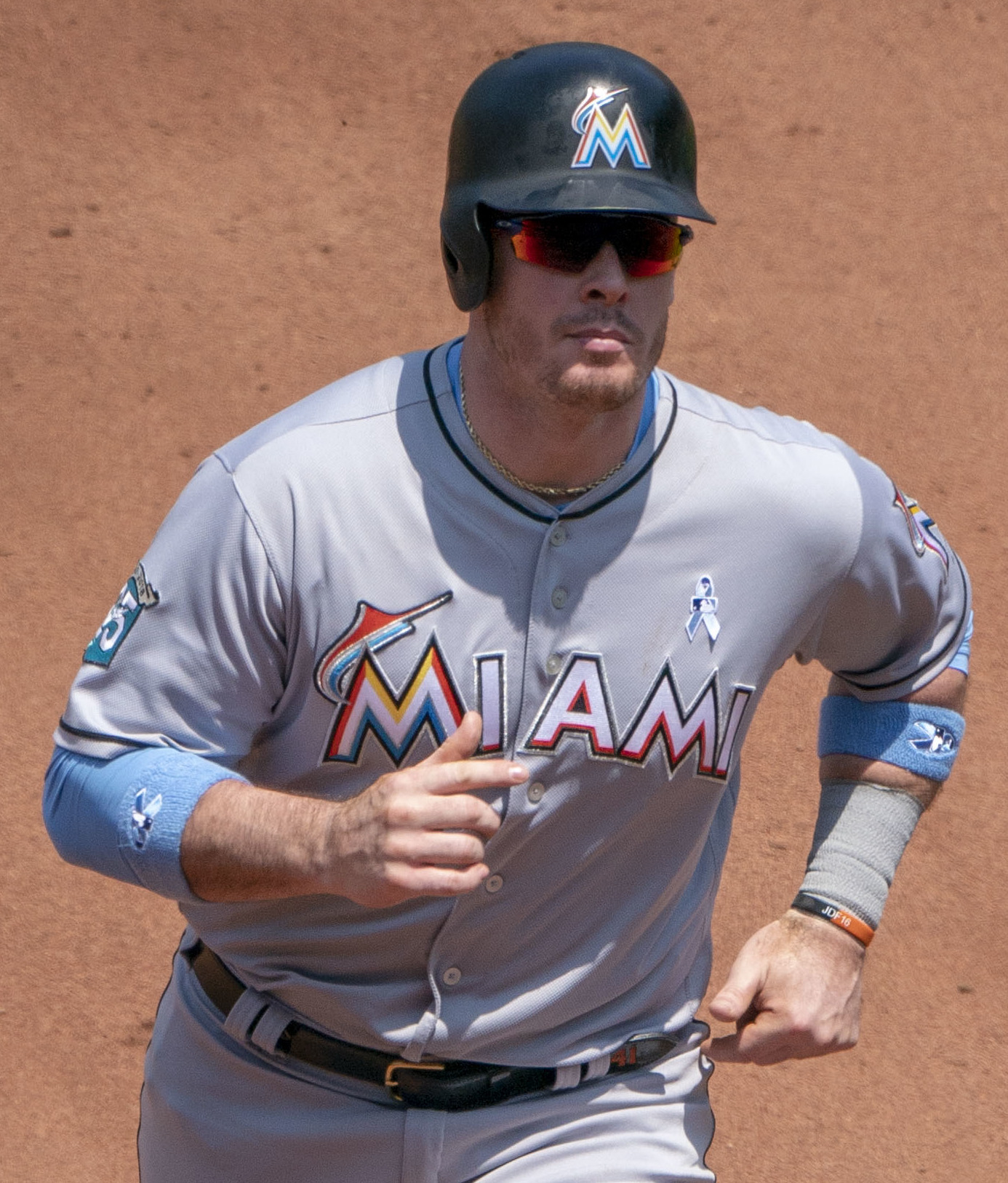
Джастін Бур, американський професійний бейсболіст
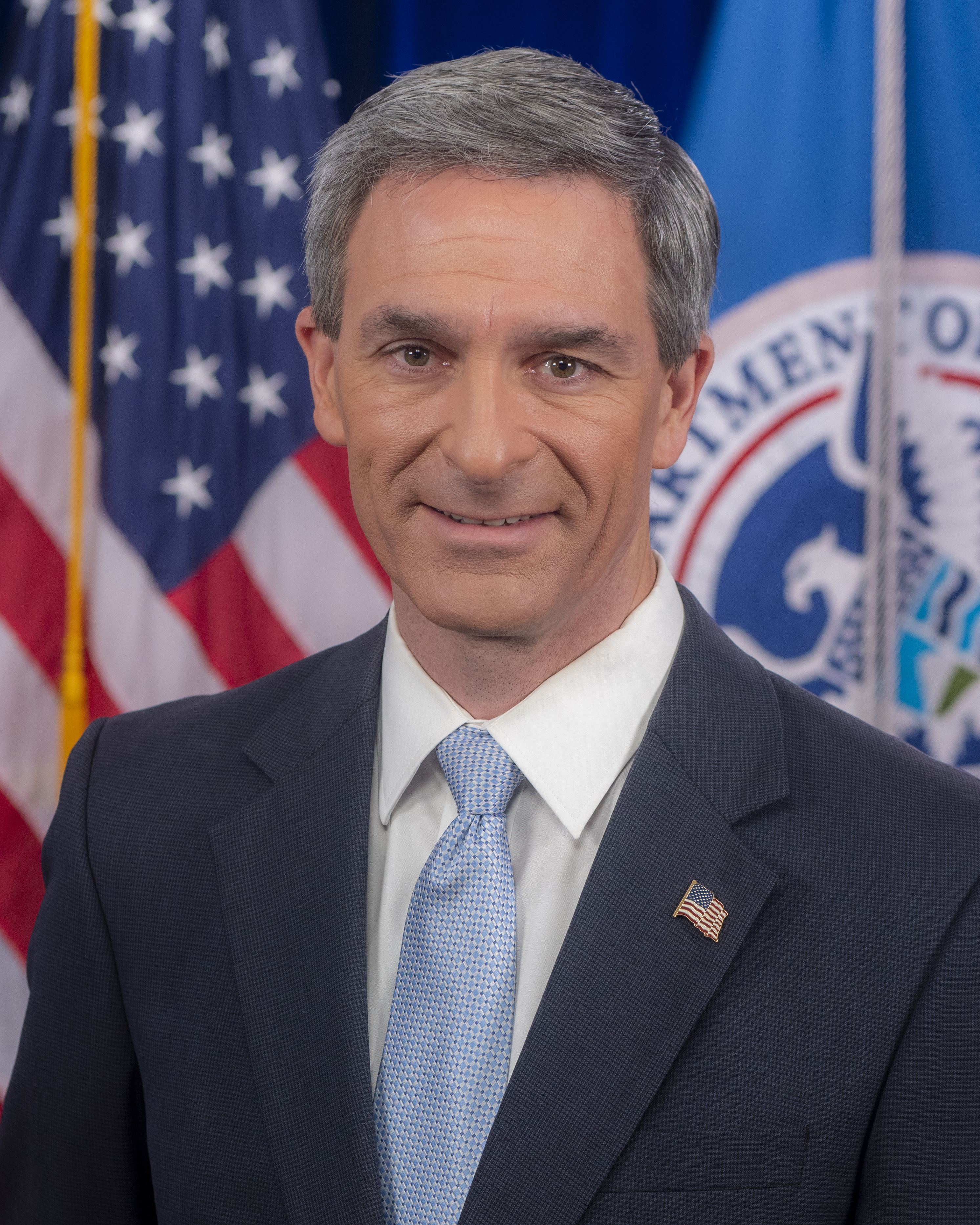
Кен Кучінеллі, колишній генеральний прокурор Вірджинії та заступник міністра внутрішньої безпеки США
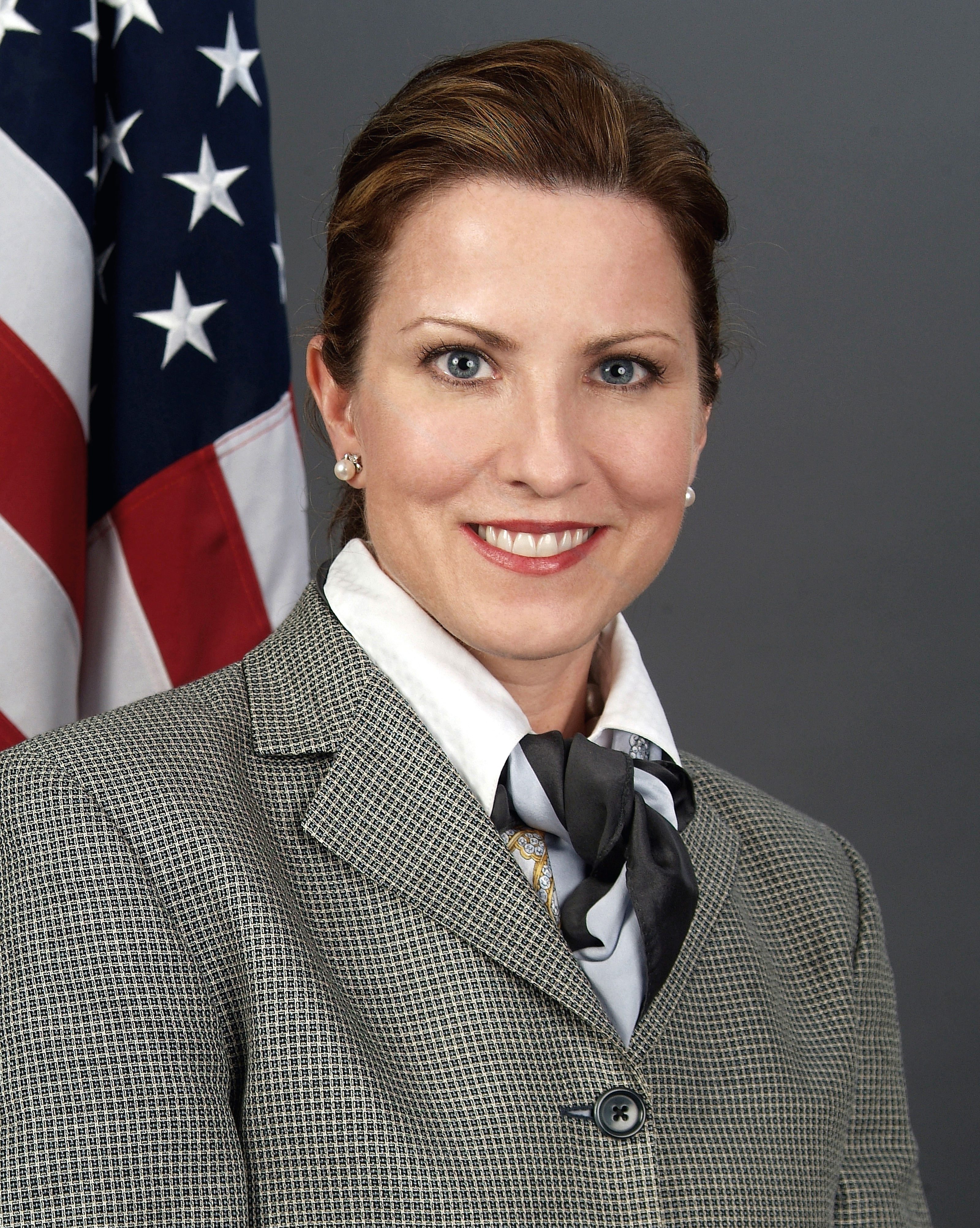
Кетлін Л. Кейсі, член  Комісії з цінних паперів і бірж США
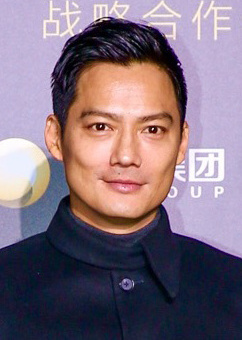
Арчі Као, актор
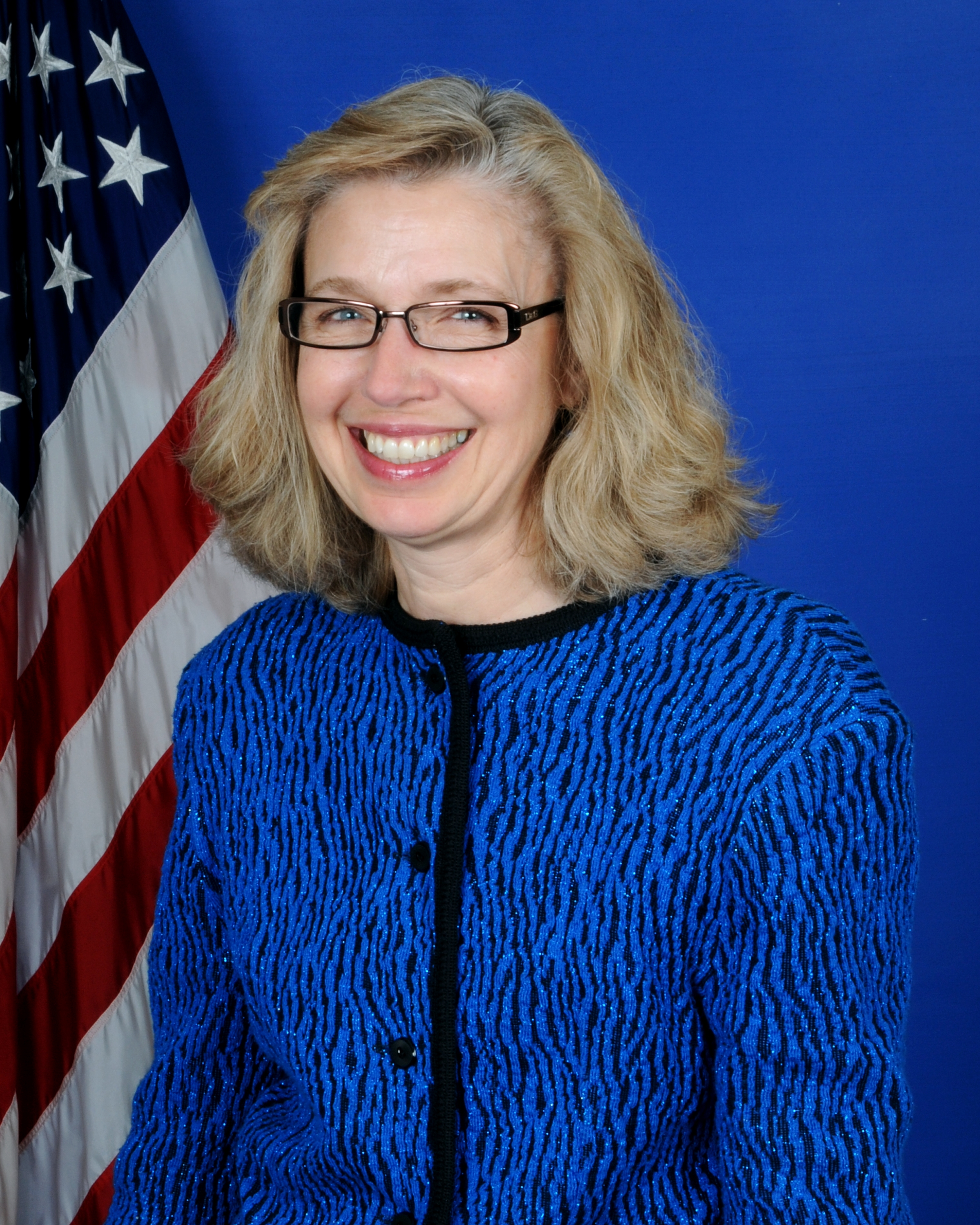
Крістін Фокс, колишня виконуюча обов'язки заступника міністра оборони США
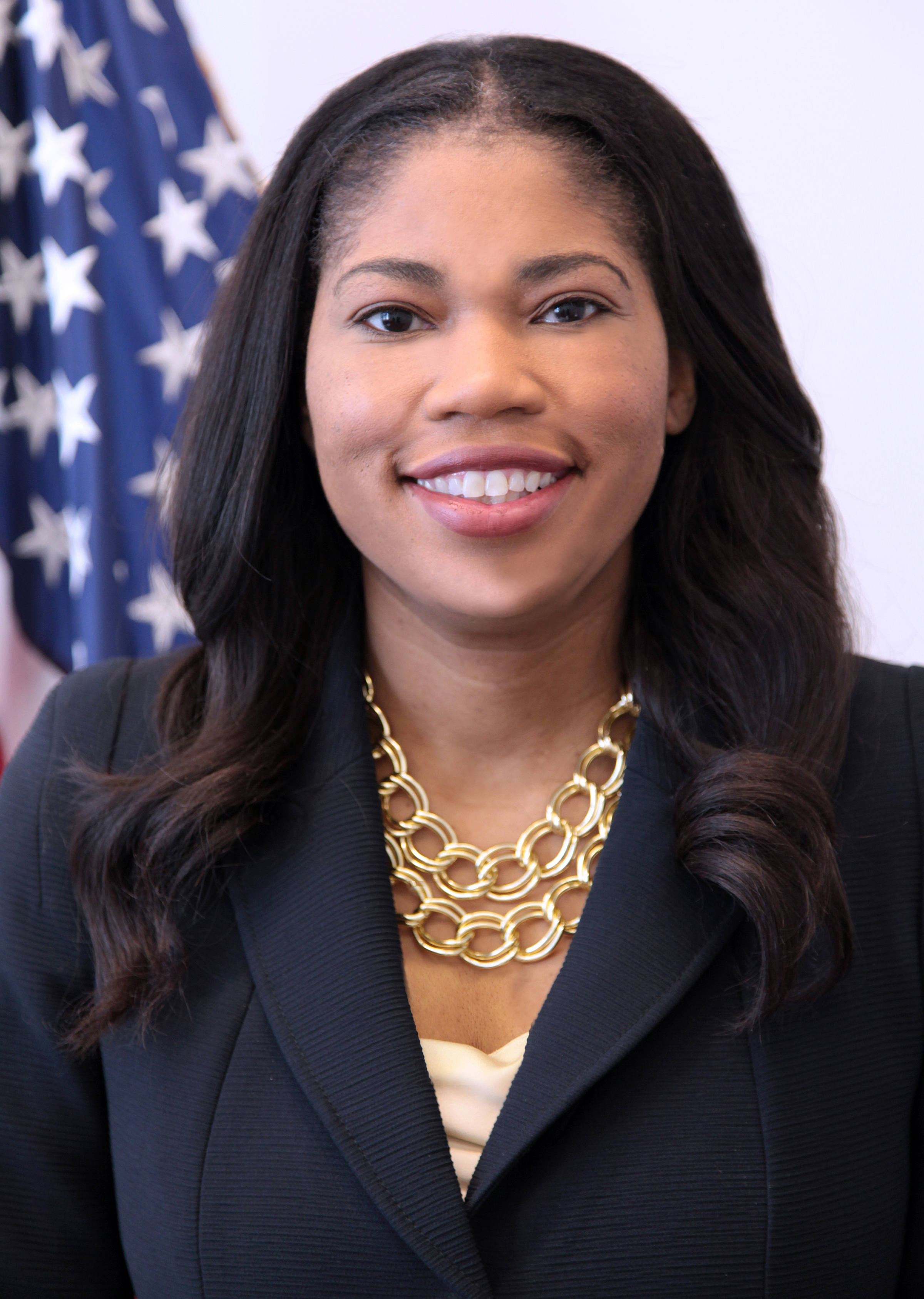
Деніз Тернер Рот, колишній адміністратор Адміністрації загального обслуговування
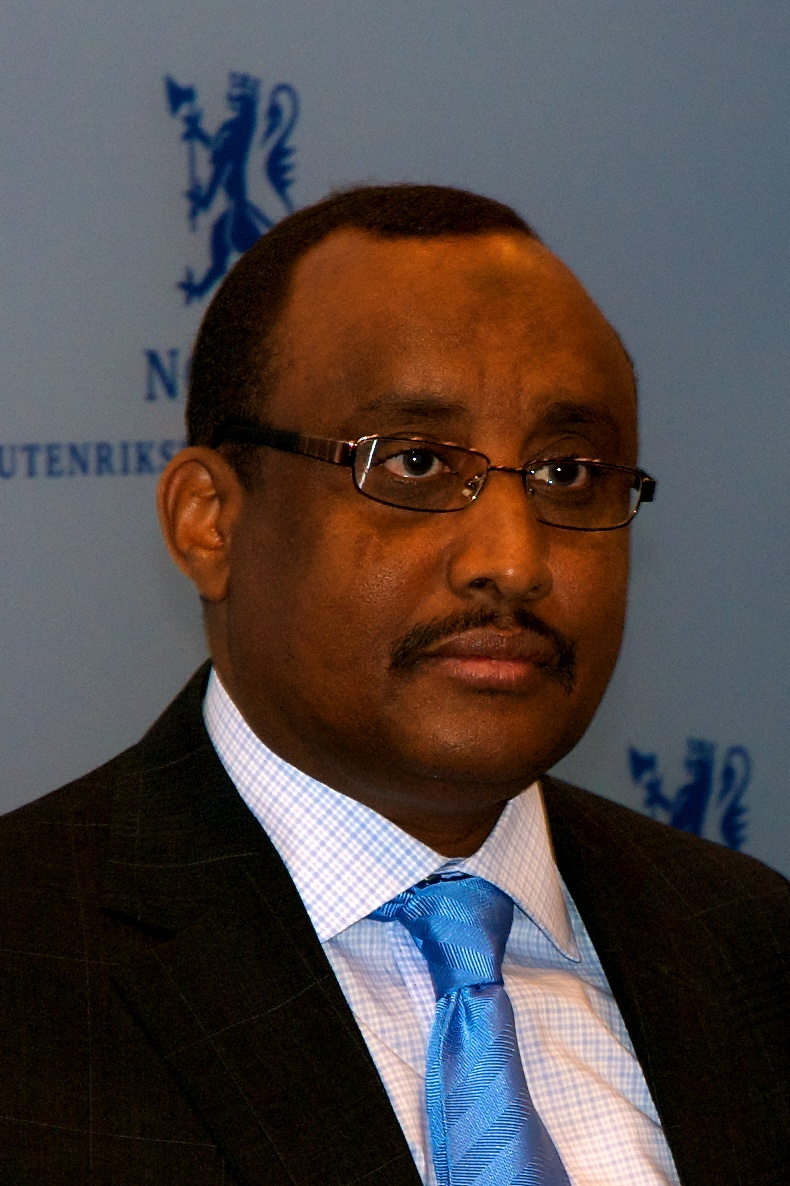
Абдівелі Ґаас, колишній прем'єр-міністр Сомалі
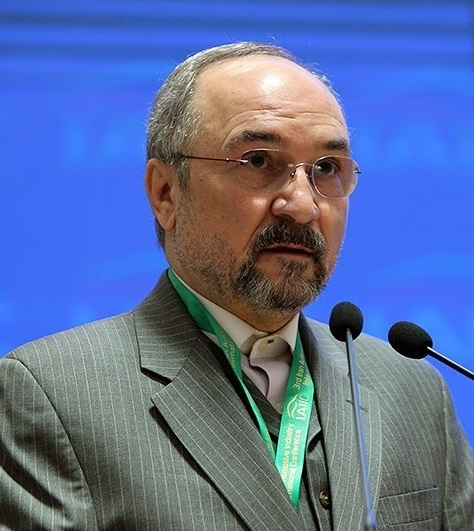
Мохаммад Хазаї, колишній представник Ісламської Республіки Іран в ООН